# Manduca
Manduca är ett släkte av fjärilar. Manduca ingår i familjen svärmare.

## Dottertaxa tillManduca, i alfabetisk ordning[1]
- Manduca afflicta
- Manduca albiplaga
- Manduca albolineata
- Manduca andicola
- Manduca anthina
- Manduca argentina
- Manduca argentinica
- Manduca armatipes
- Manduca auriflua
- Manduca aztecus
- Manduca bahamensis
- Manduca barnesi
- Manduca bergamatipes
- Manduca bergi
- Manduca blackburni
- Manduca boliviana
- Manduca bossardi
- Manduca brasiliensis
- Manduca brevimargo
- Manduca breyeri
- Manduca brontes
- Manduca brunalba
- Manduca cabnal
- Manduca caestri
- Manduca calapagensis
- Manduca camposi
- Manduca capsici
- Manduca caribbeus
- Manduca carolina
- Manduca carrerasi
- Manduca celeus
- Manduca centrosplendens
- Manduca cestri
- Manduca chinchilla
- Manduca chionanthi
- Manduca cinerea
- Manduca clarki
- Manduca cluentius
- Manduca collaris
- Manduca contracta
- Manduca corallina
- Manduca cortesi
- Manduca corumbensis
- Manduca crocala
- Manduca cubana
- Manduca cubensis
- Manduca dalica
- Manduca diffissa
- Manduca dilucida
- Manduca dominicana
- Manduca empusa
- Manduca eurylochus
- Manduca exacta
- Manduca exiguus
- Manduca extrema
- Manduca feronia
- Manduca florestan
- Manduca fosteri
- Manduca franciscae
- Manduca fuliginosa
- Manduca grandis
- Manduca griseata
- Manduca gueneei
- Manduca haitiensis
- Manduca hamilcar
- Manduca hanibal
- Manduca hannibal
- Manduca harterii
- Manduca henrici
- Manduca hoffmanni
- Manduca holcombi
- Manduca huascara
- Manduca incisa
- Manduca indistincta
- Manduca instita
- Manduca ishkal
- Manduca jamaicensis
- Manduca janira
- Manduca jasminearum
- Manduca johanni
- Manduca jordani
- Manduca kuschei
- Manduca lanuginosa
- Manduca lefeburei
- Manduca leucophila
- Manduca leucoptera
- Manduca leucospila
- Manduca lichenea
- Manduca lucetius
- Manduca luciae
- Manduca lycopersici
- Manduca maculata
- Manduca manducoides
- Manduca maricina
- Manduca mayeri
- Manduca mayi
- Manduca mesosa
- Manduca morelia
- Manduca mossi
- Manduca muscosa
- Manduca nicotianae
- Manduca nigrescens
- Manduca nigrita
- Manduca nubila
- Manduca obscura
- Manduca occulta
- Manduca ochracea
- Manduca ochus
- Manduca opima
- Manduca pacifica
- Manduca pallens
- Manduca pallidula
- Manduca pamphilius
- Manduca panaquire
- Manduca paphus
- Manduca pellenea
- Manduca pellenia
- Manduca perplexa
- Manduca peruviana
- Manduca petuniae
- Manduca postscripta
- Manduca prestoni
- Manduca quinquemaculatus
- Manduca reducta
- Manduca rotundata
- Manduca rufescens
- Manduca rustica
- Manduca saliensis
- Manduca schausi
- Manduca scutata
- Manduca sesquiplex
- Manduca sexta
- Manduca smythi
- Manduca strix
- Manduca stuarti
- Manduca tabaci
- Manduca tepici
- Manduca trimacula
- Manduca trojanus
- Manduca tropicalis
- Manduca tucumana
- Manduca undata
- Manduca valida
- Manduca vestalis
- Manduca violaalba
- Manduca vogli
- Manduca wellingi
- Manduca wirti
- Manduca zischkai

## Bildgalleri

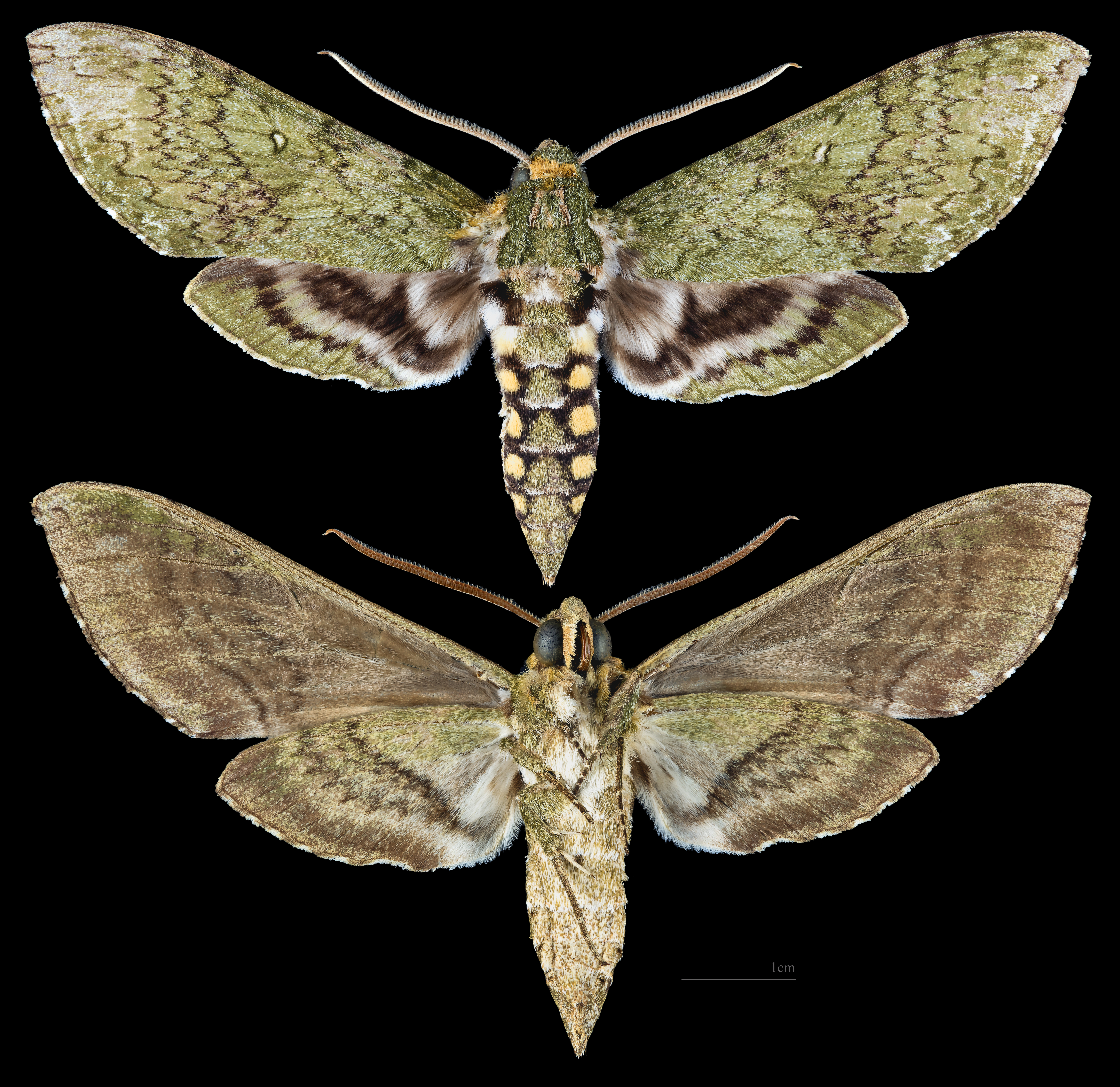
Manduca afflicta
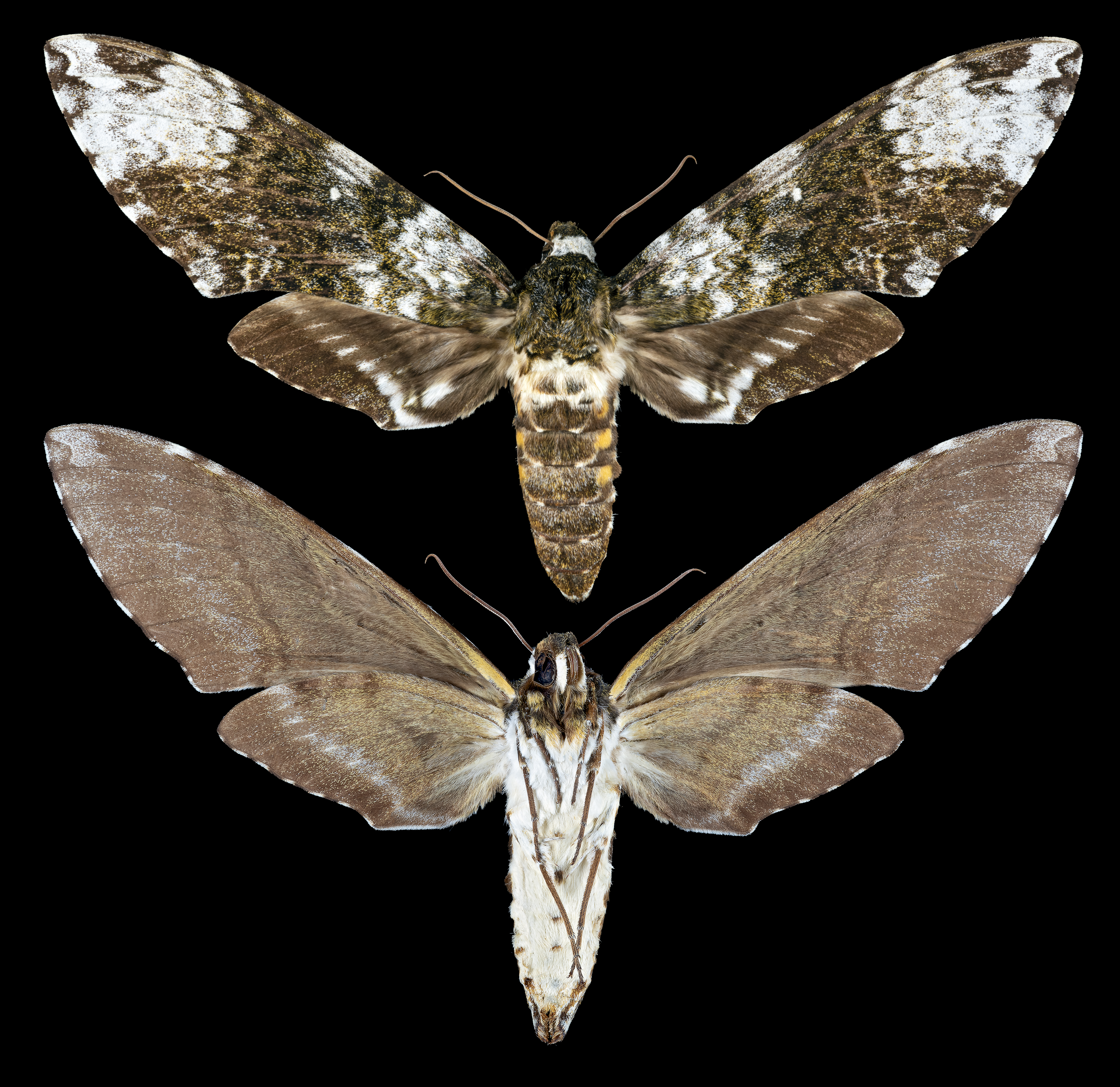
Manduca albiplaga
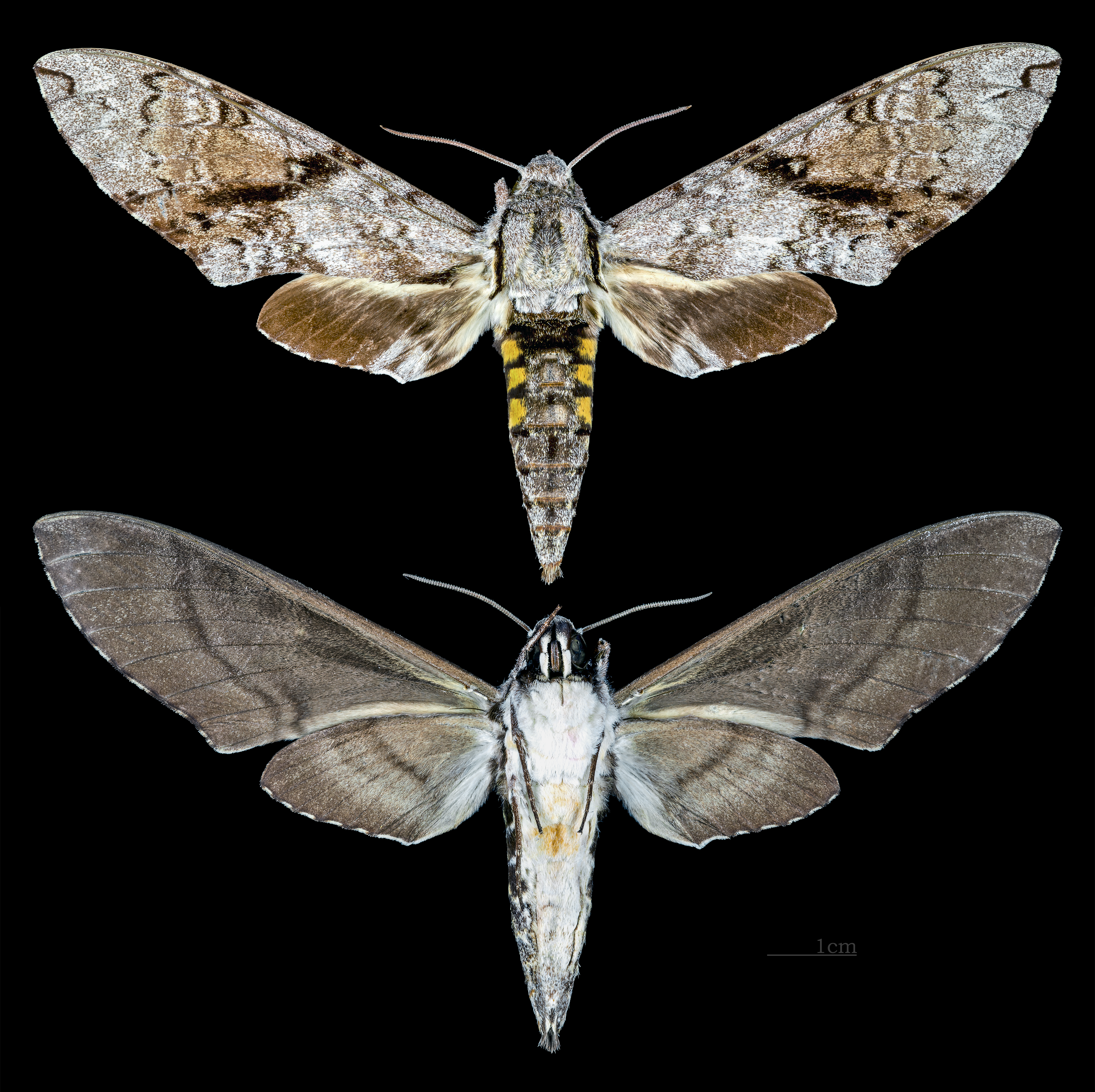
Manduca  andicola
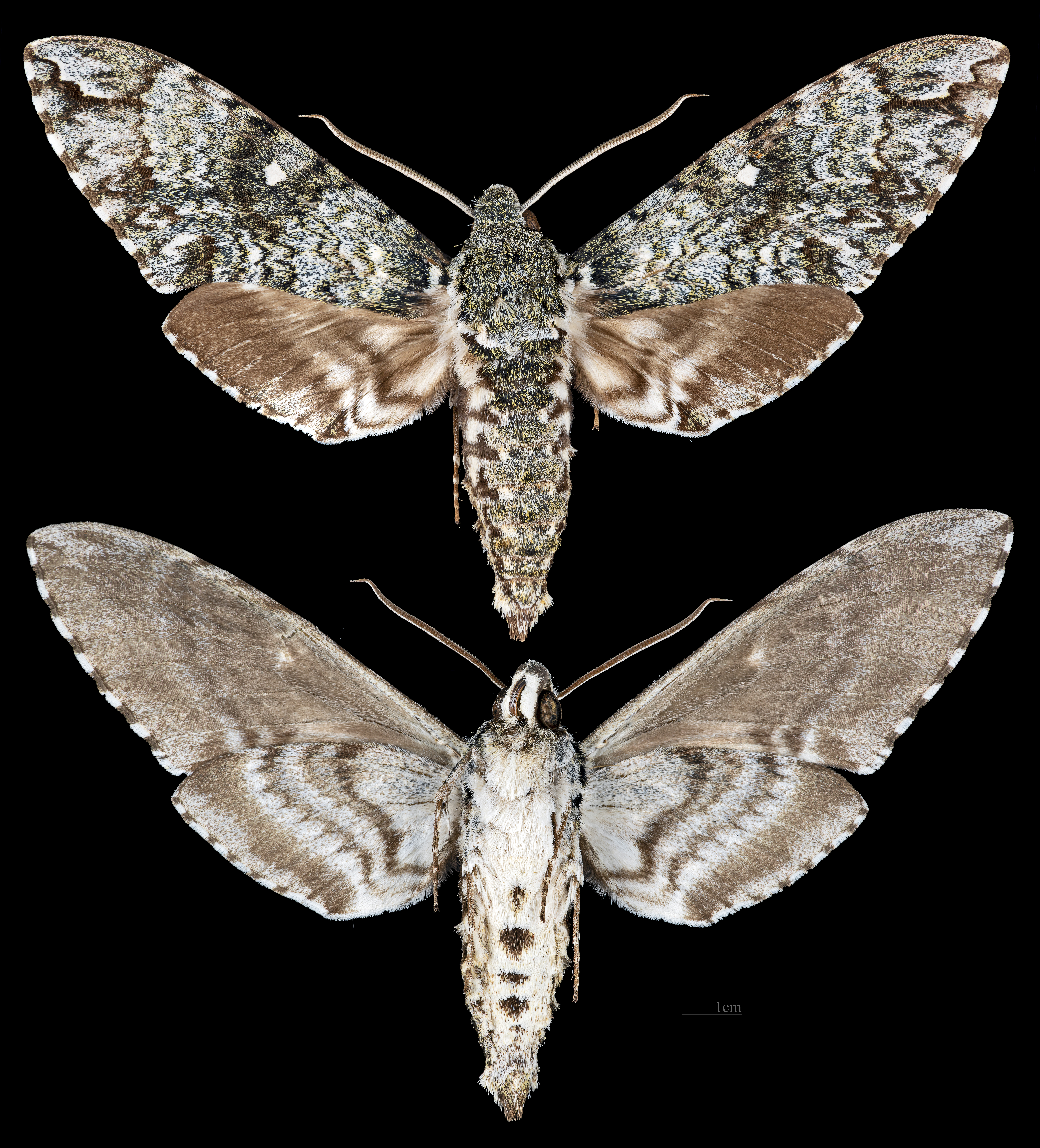
Manduca armatipes
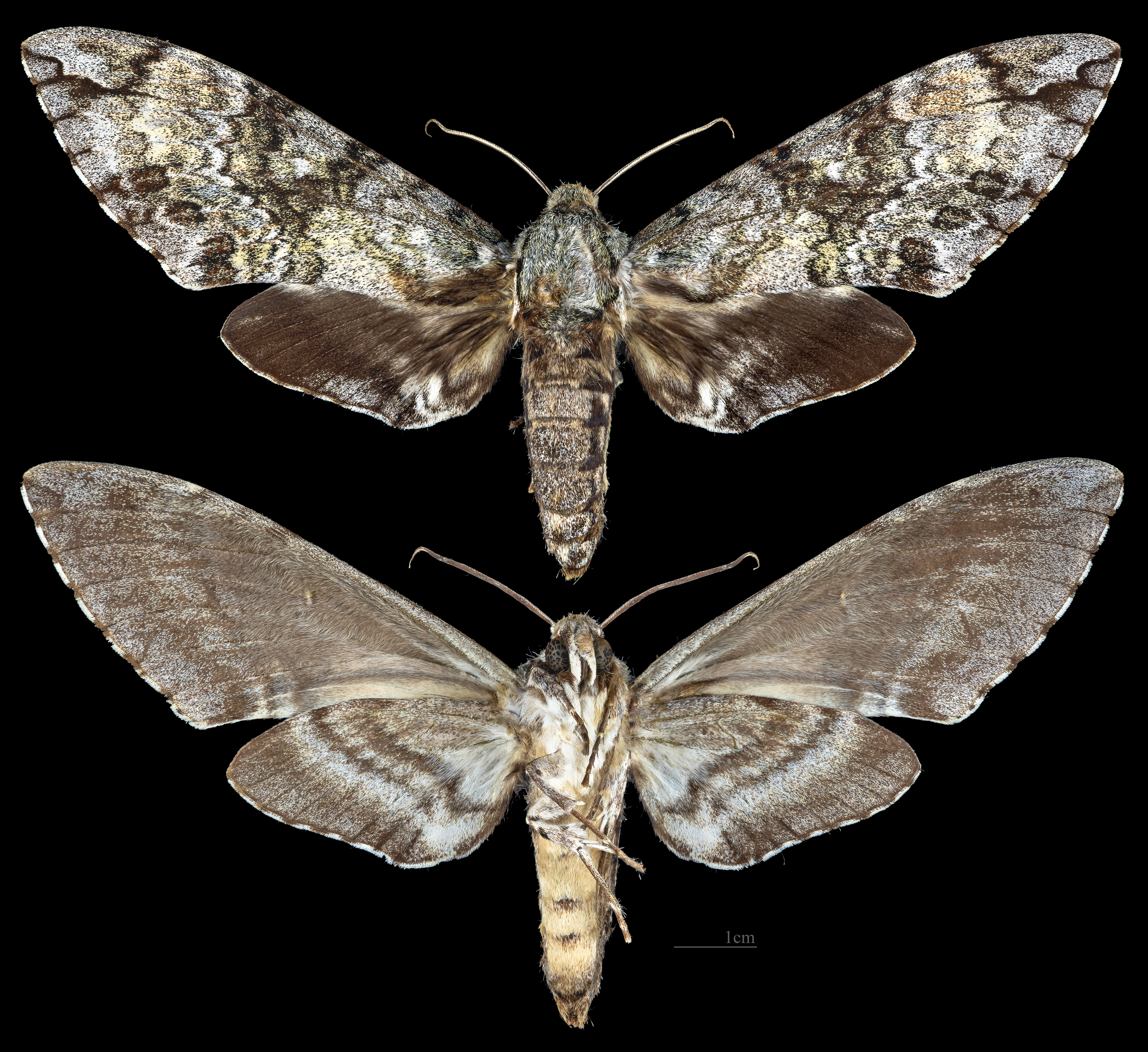
Manduca barnesi
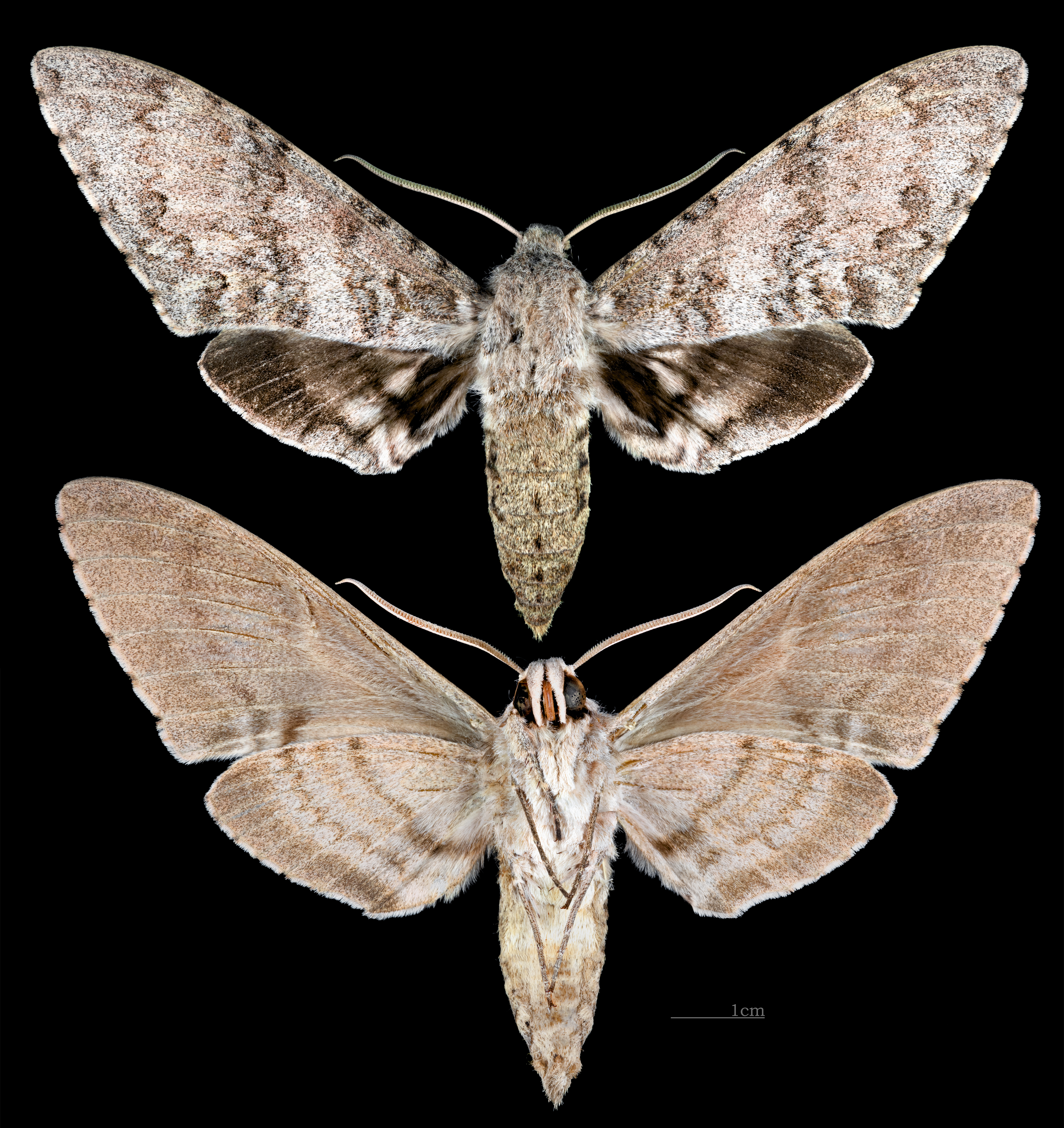
Manduca bergi
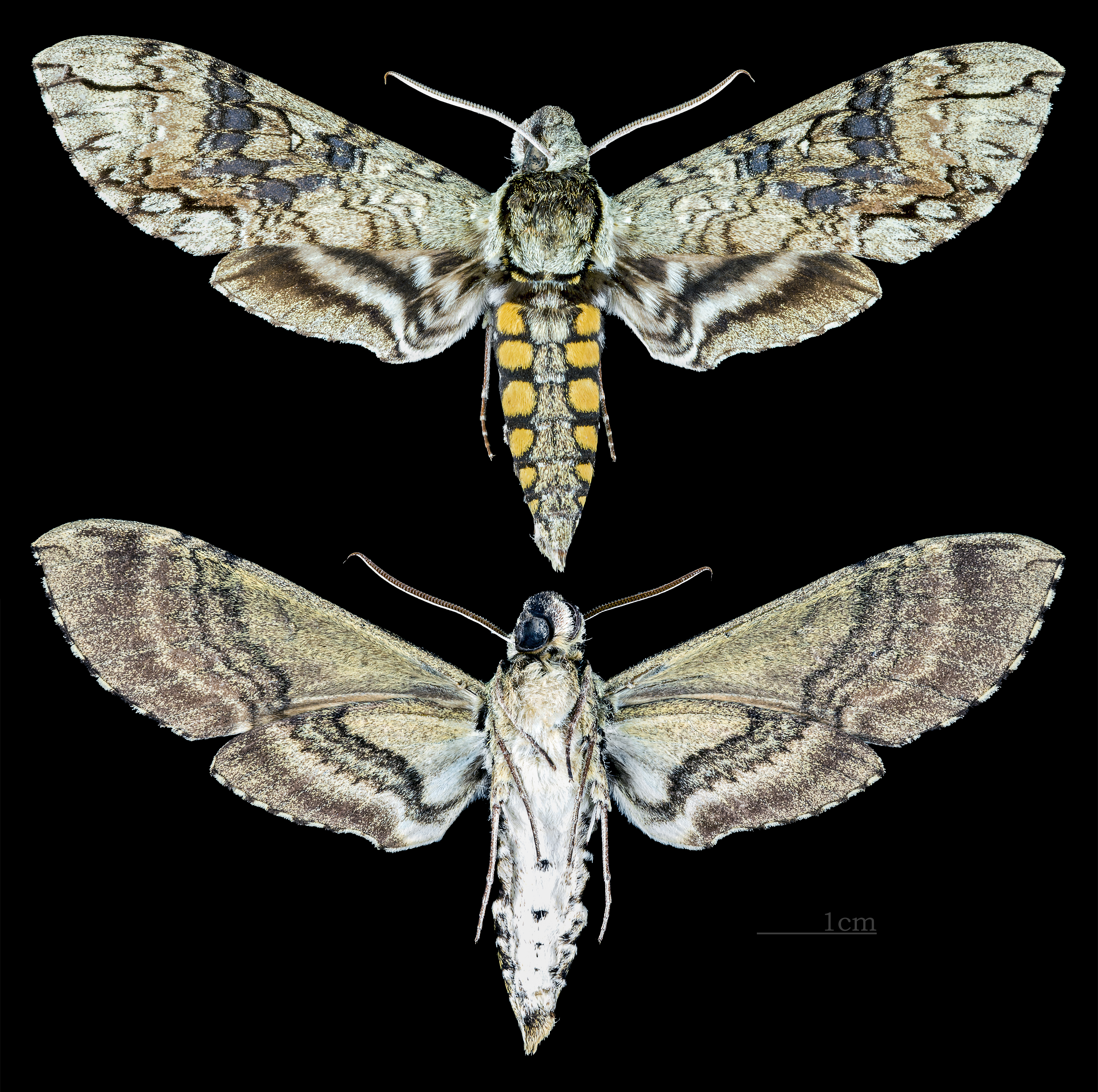
Manduca boliviana
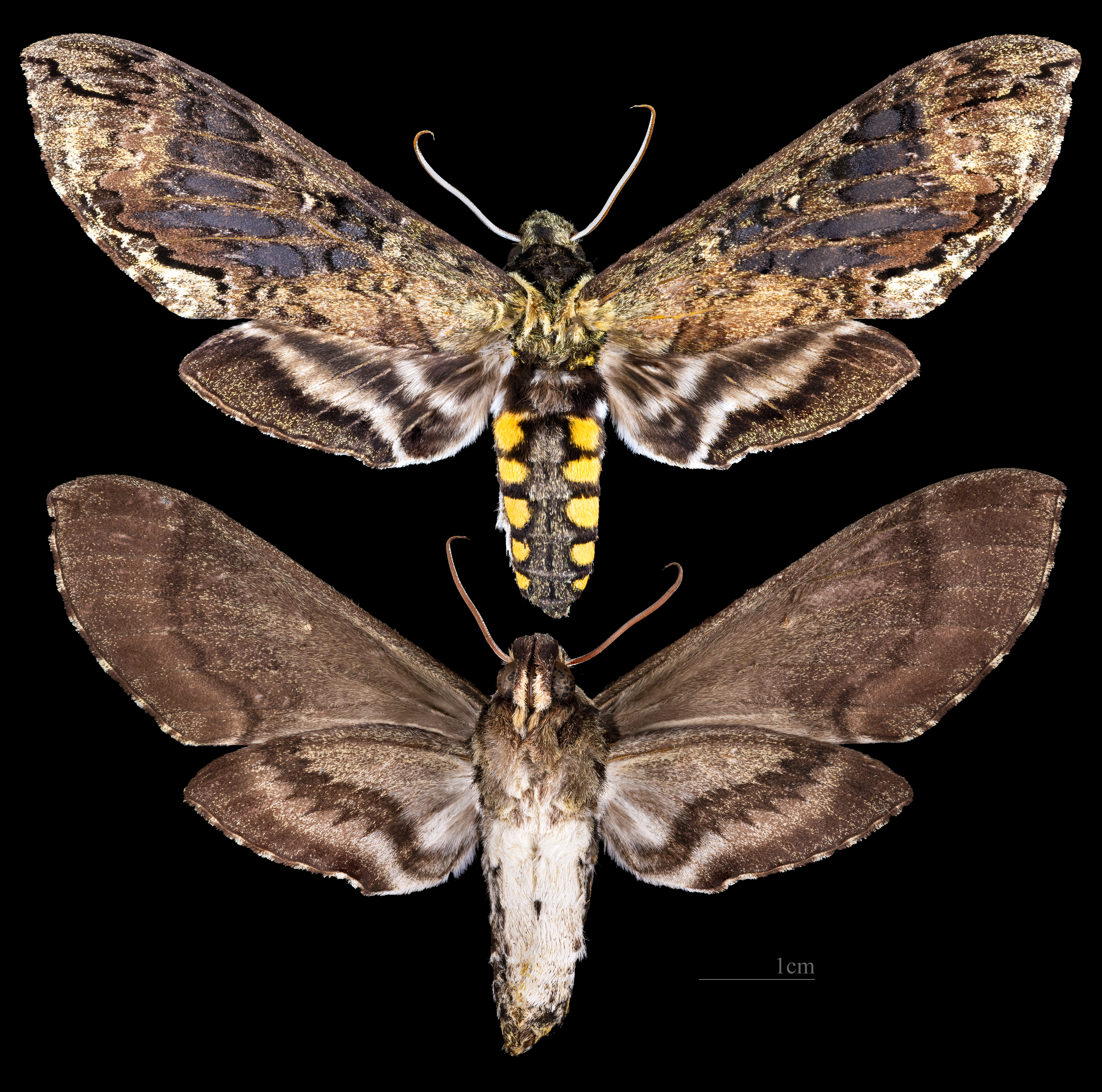
Manduca brasiliensis
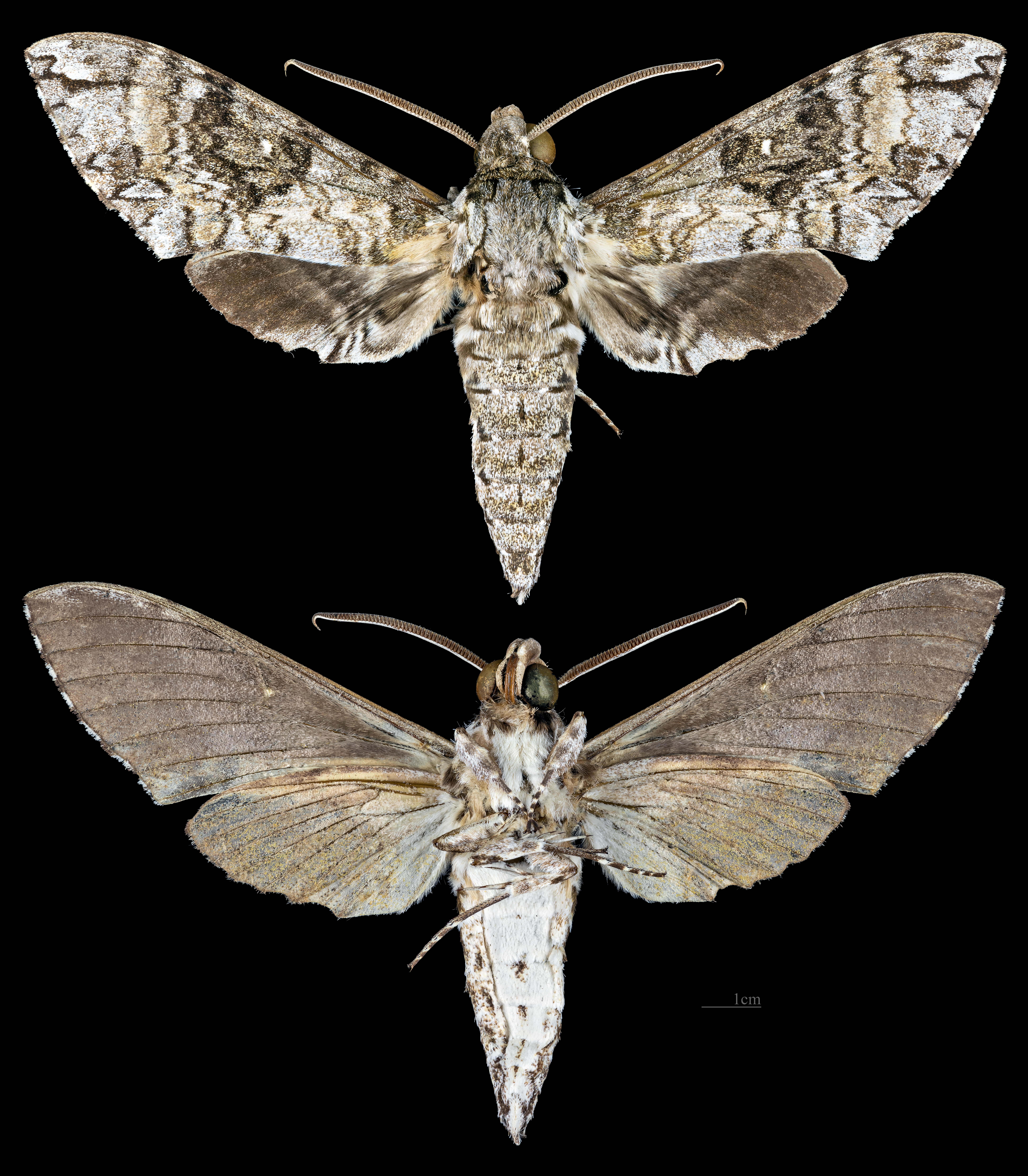
Manduca brontes
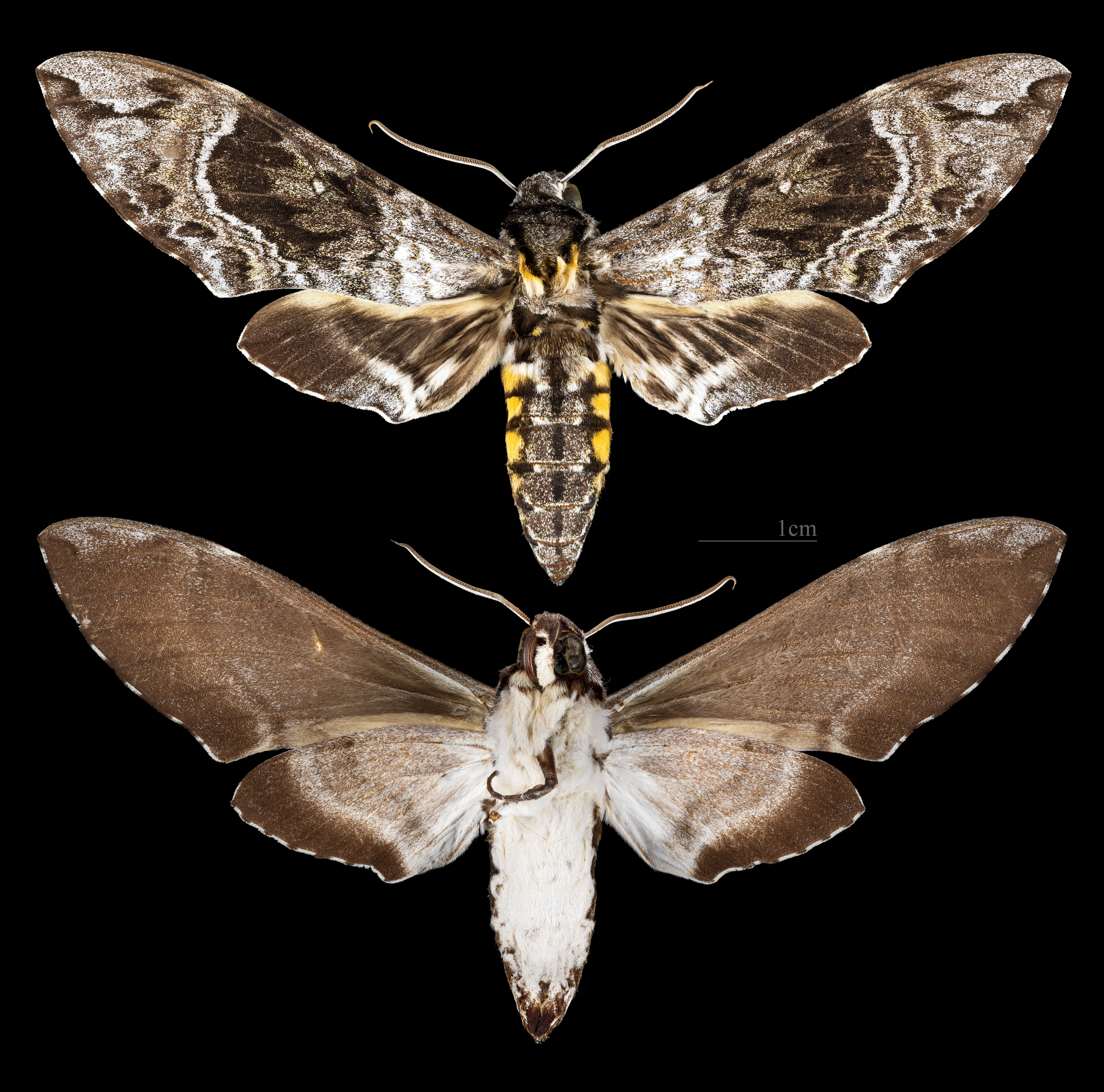
Manduca brunalba
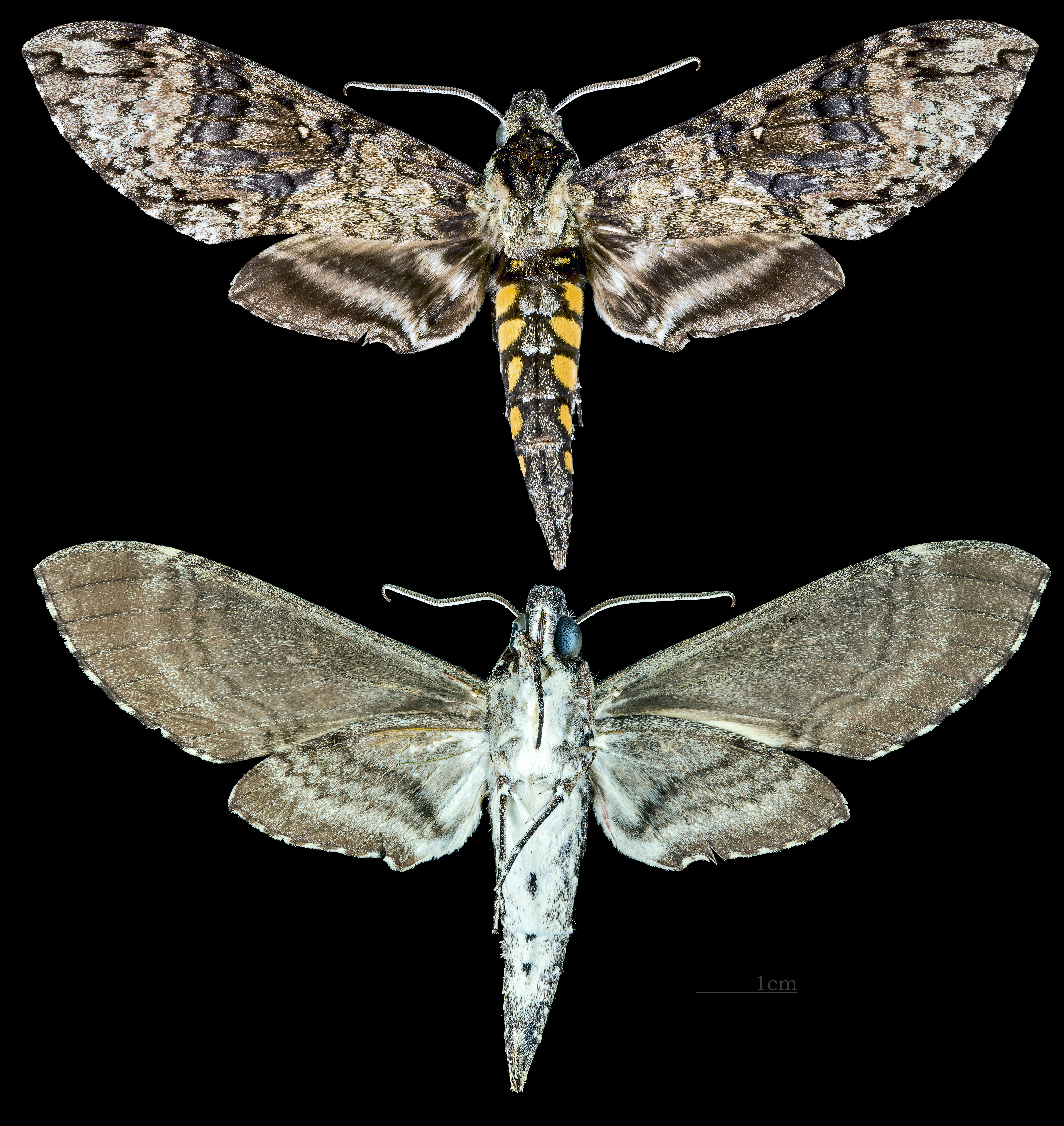
Manduca clarki
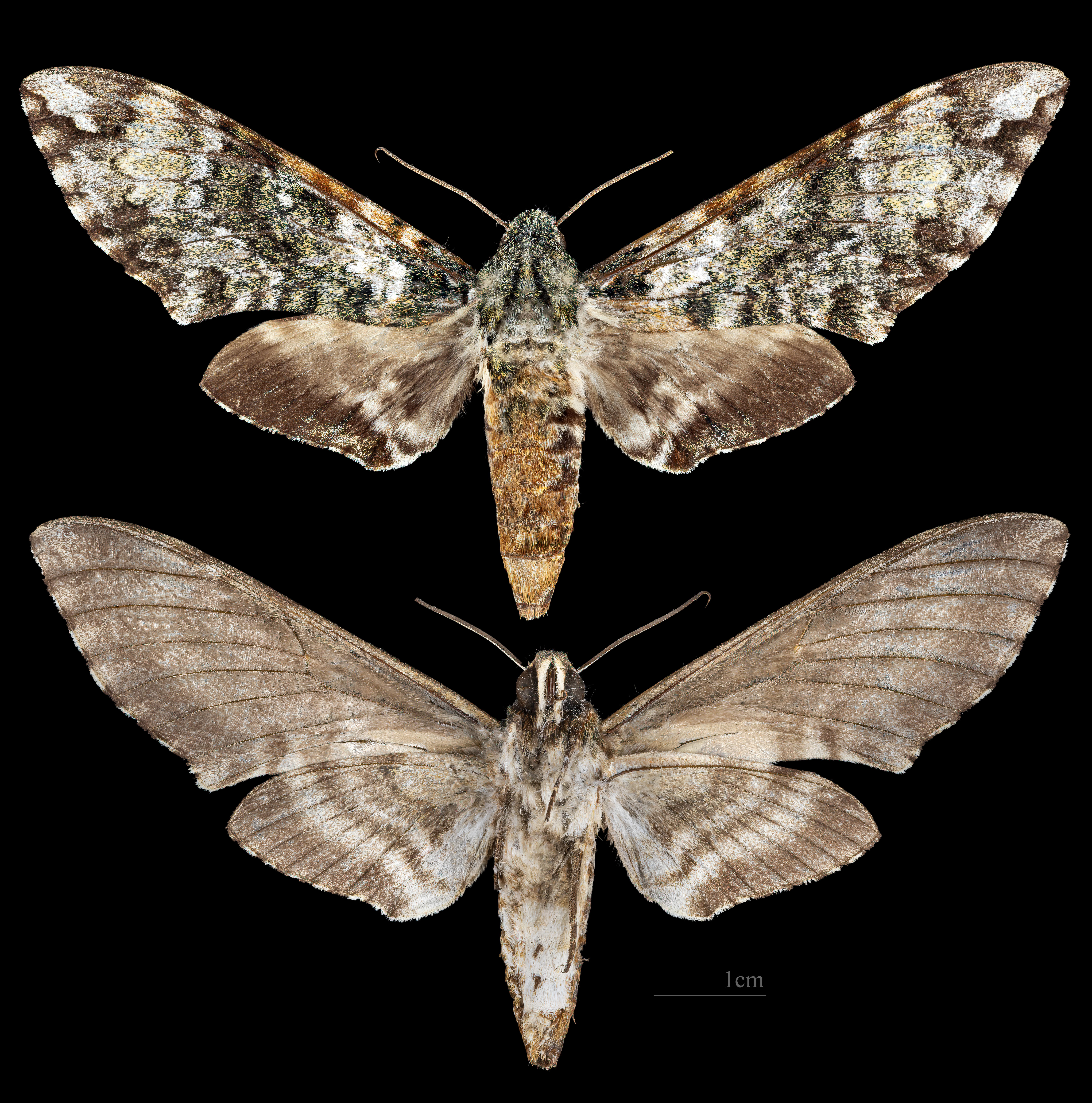
Manduca corallina
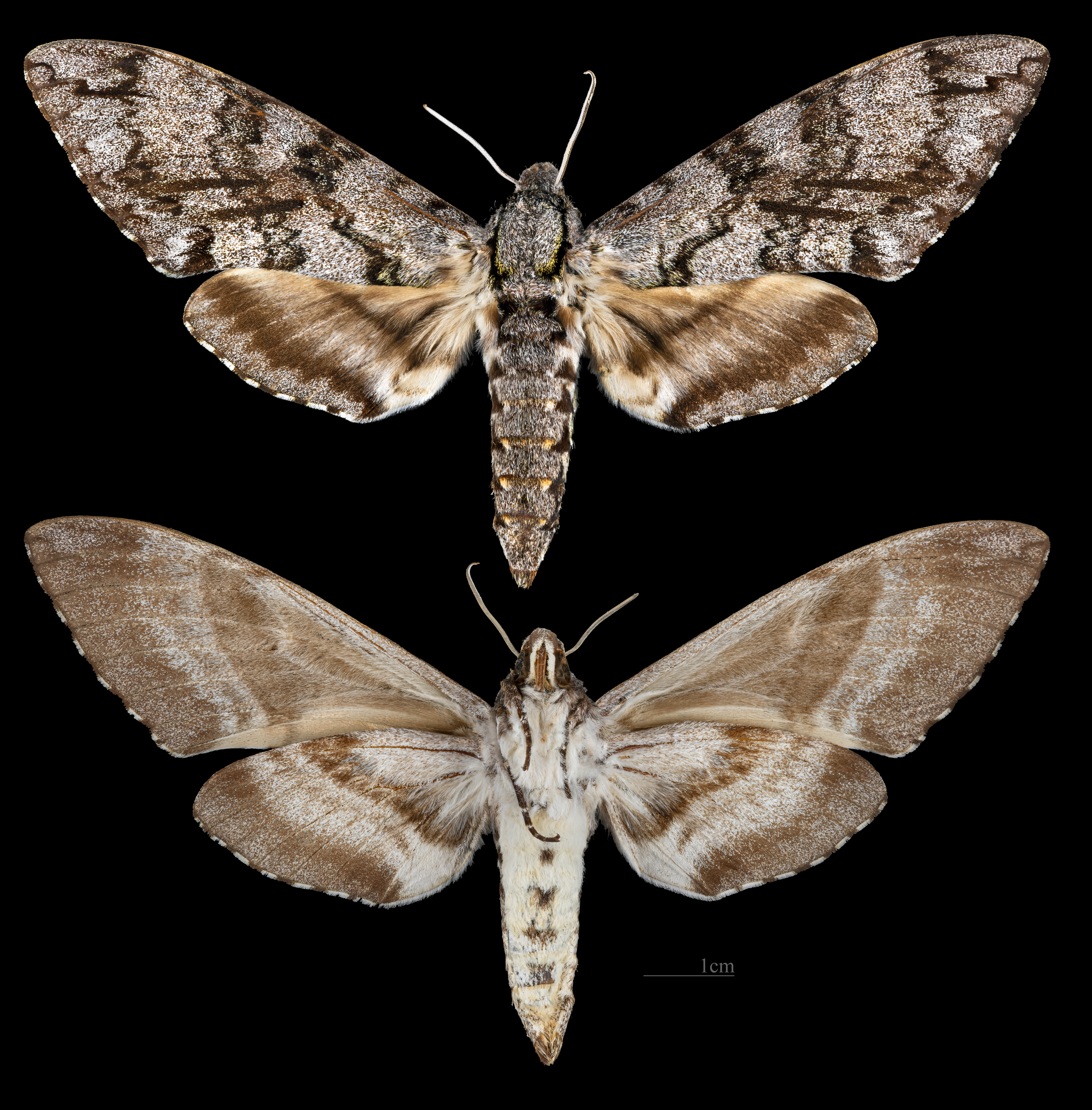
Manduca corumbensis
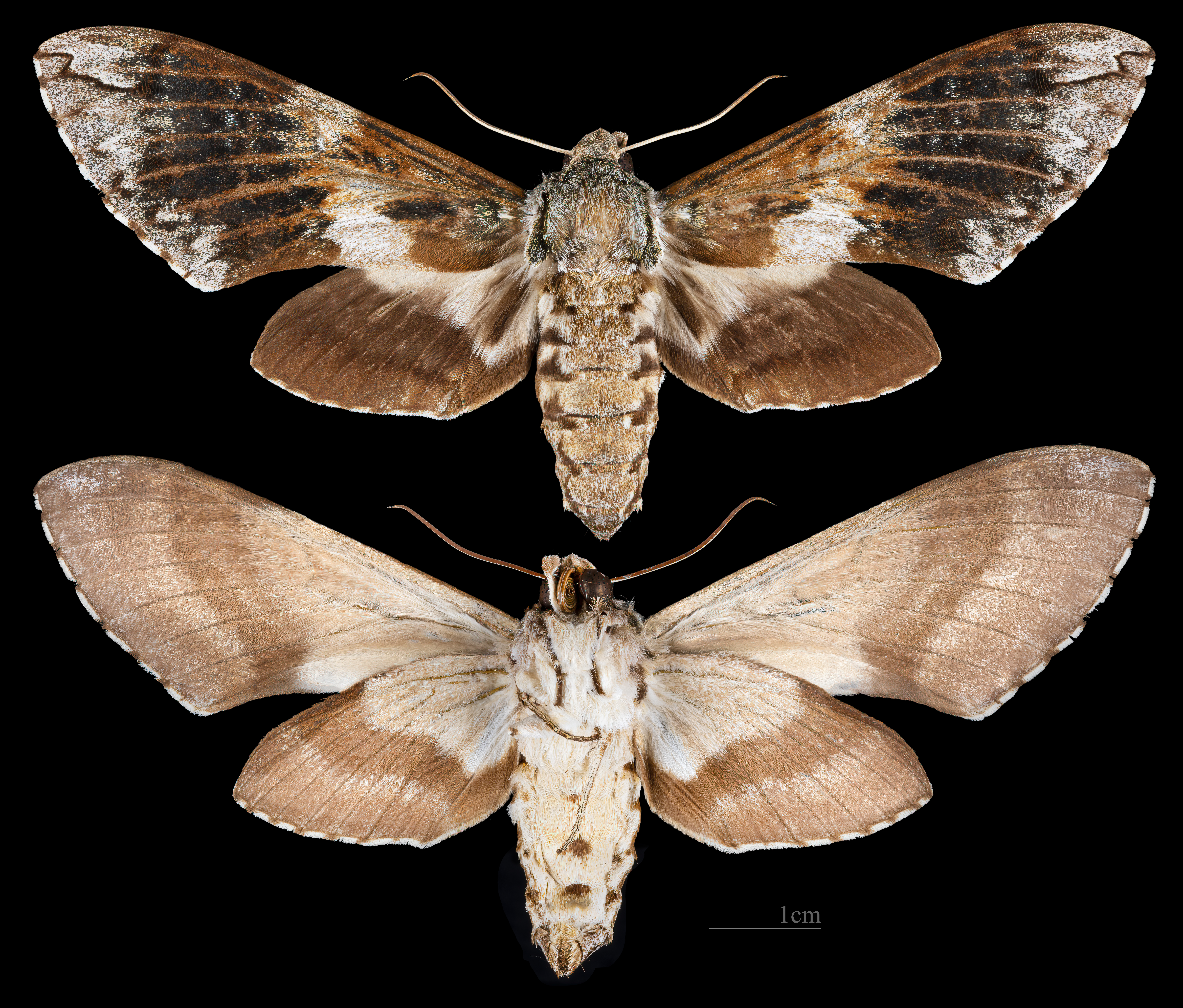
Manduca crocala
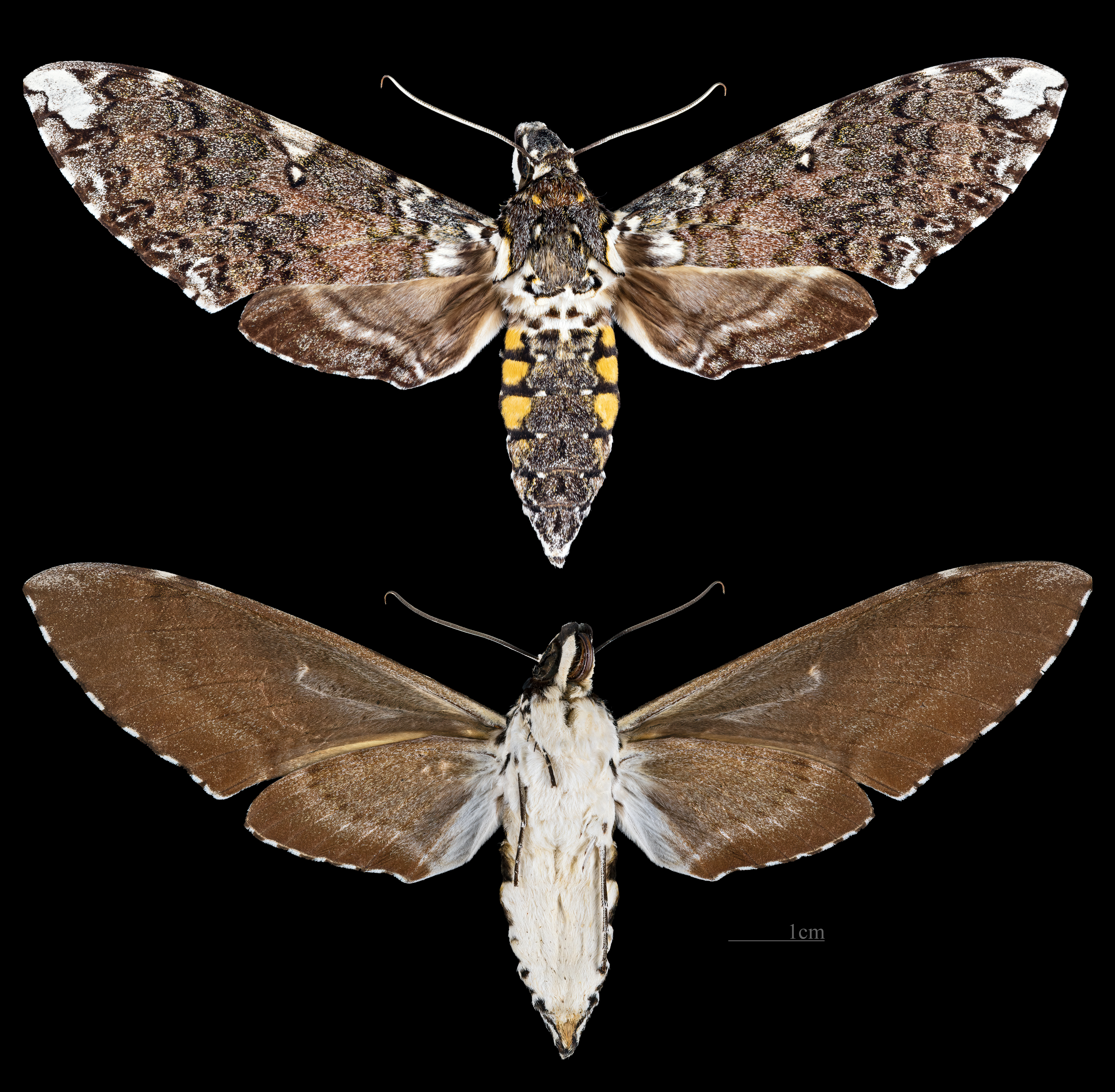
Manduca dalica
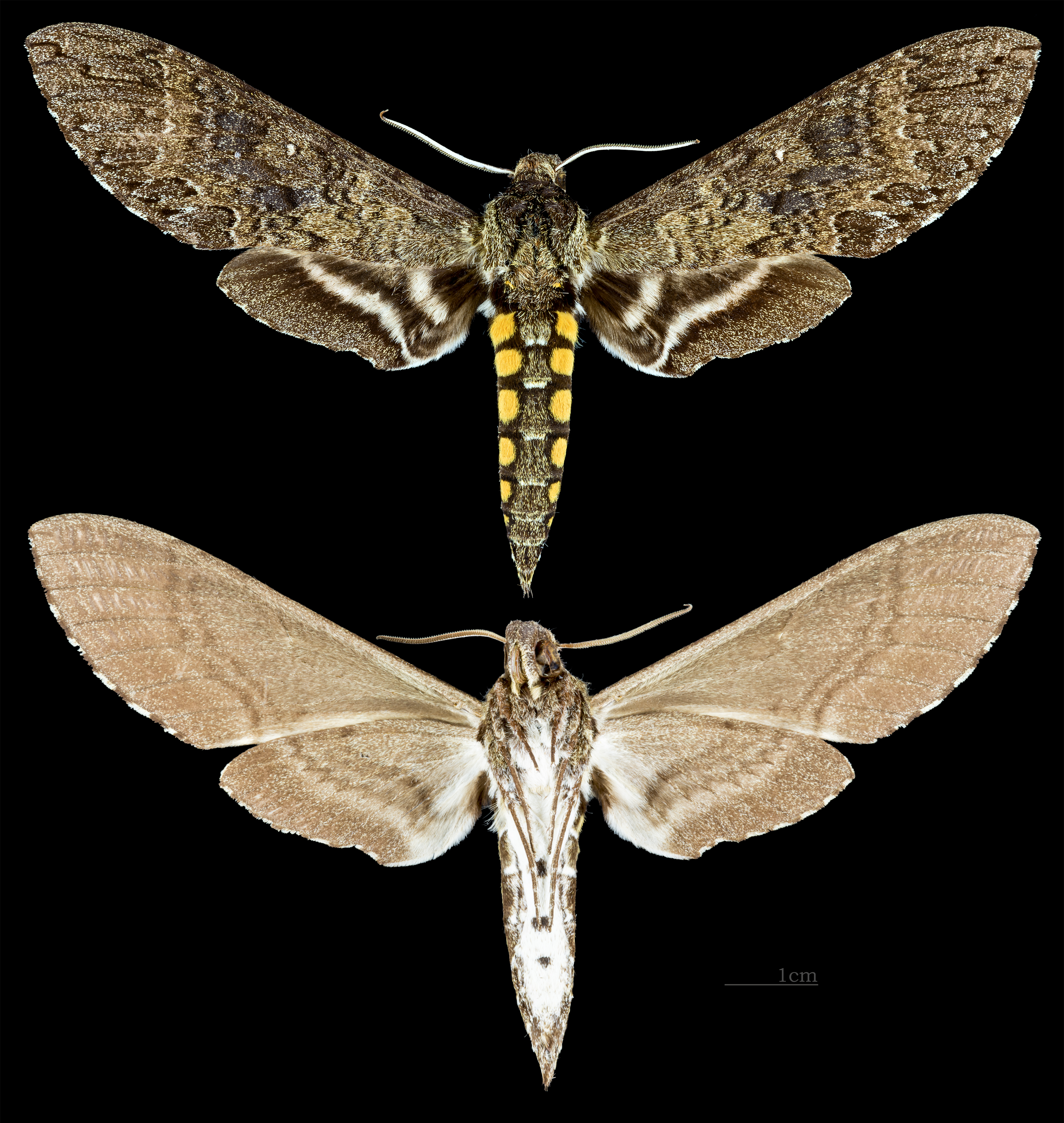
Manduca diffissa
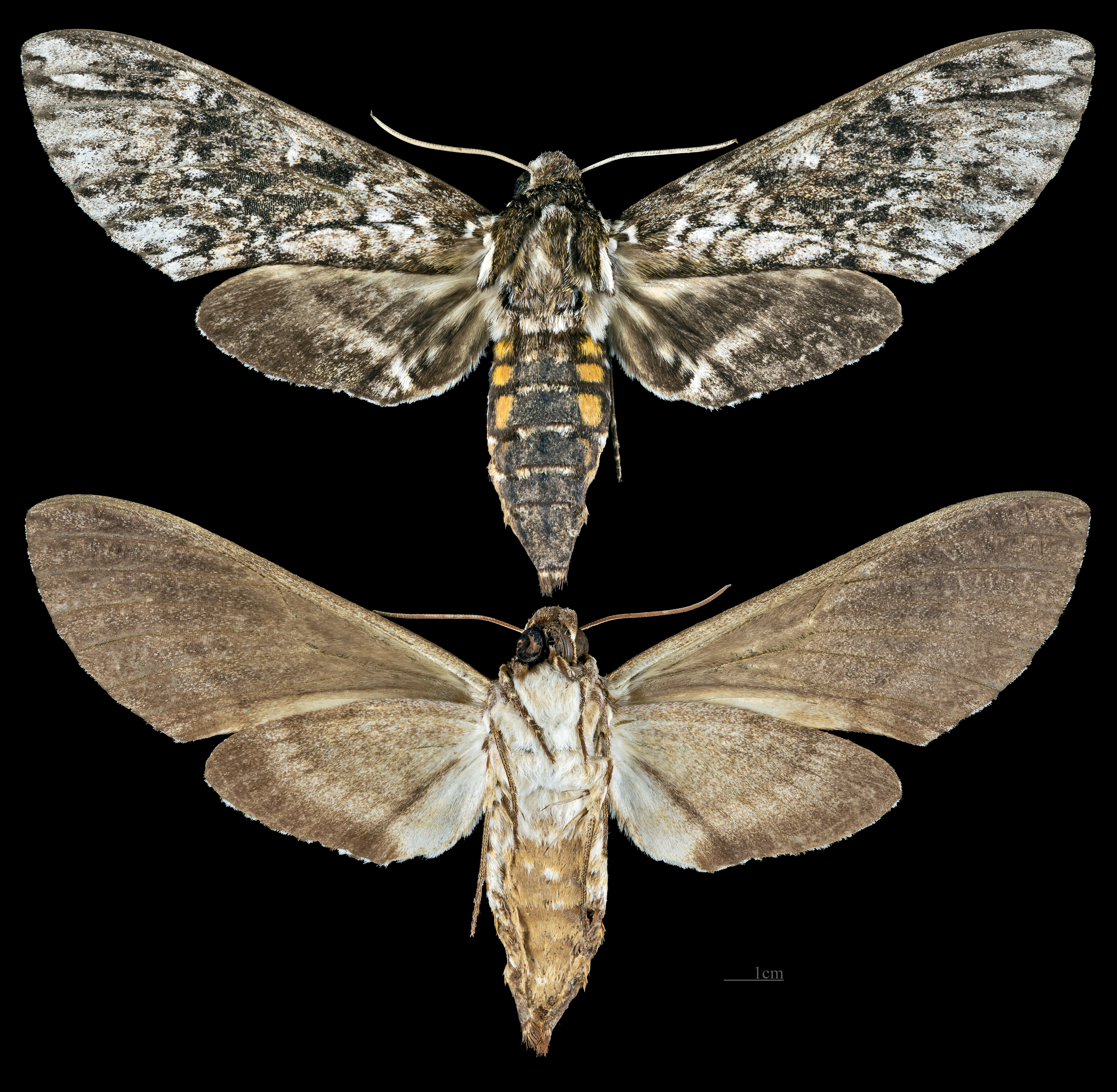
Manduca dilucida
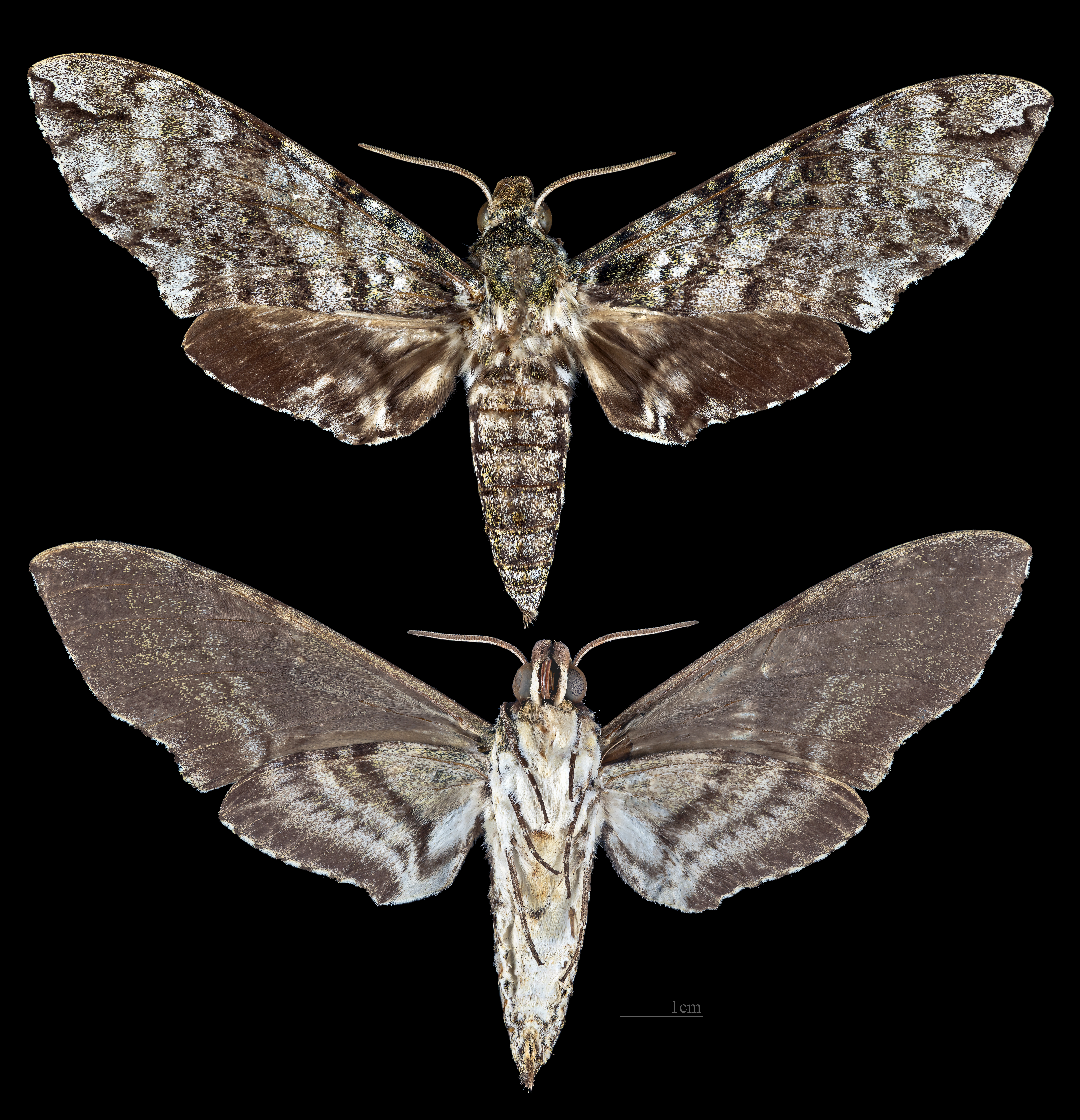
Manduca extrema
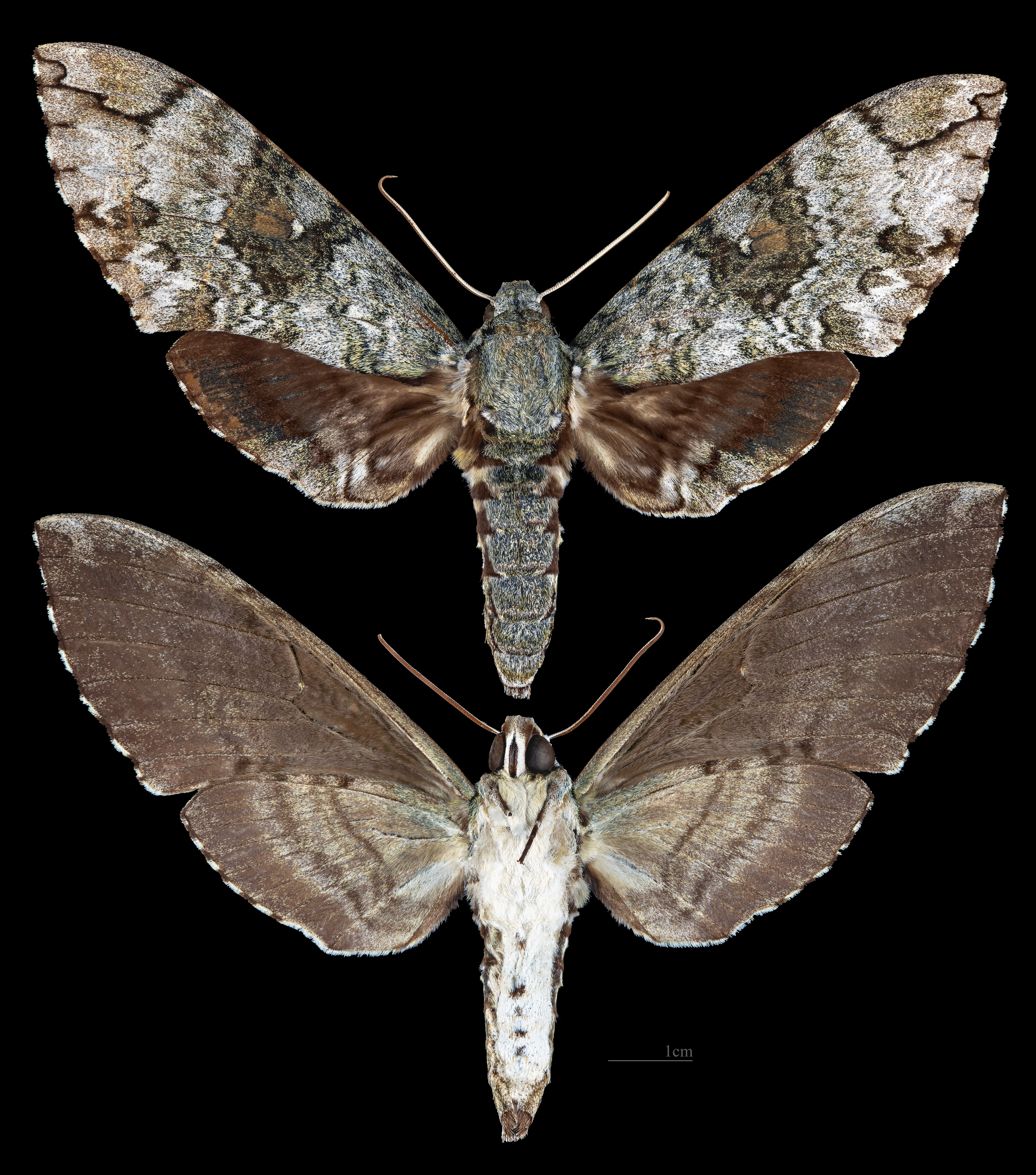
Manduca florestan
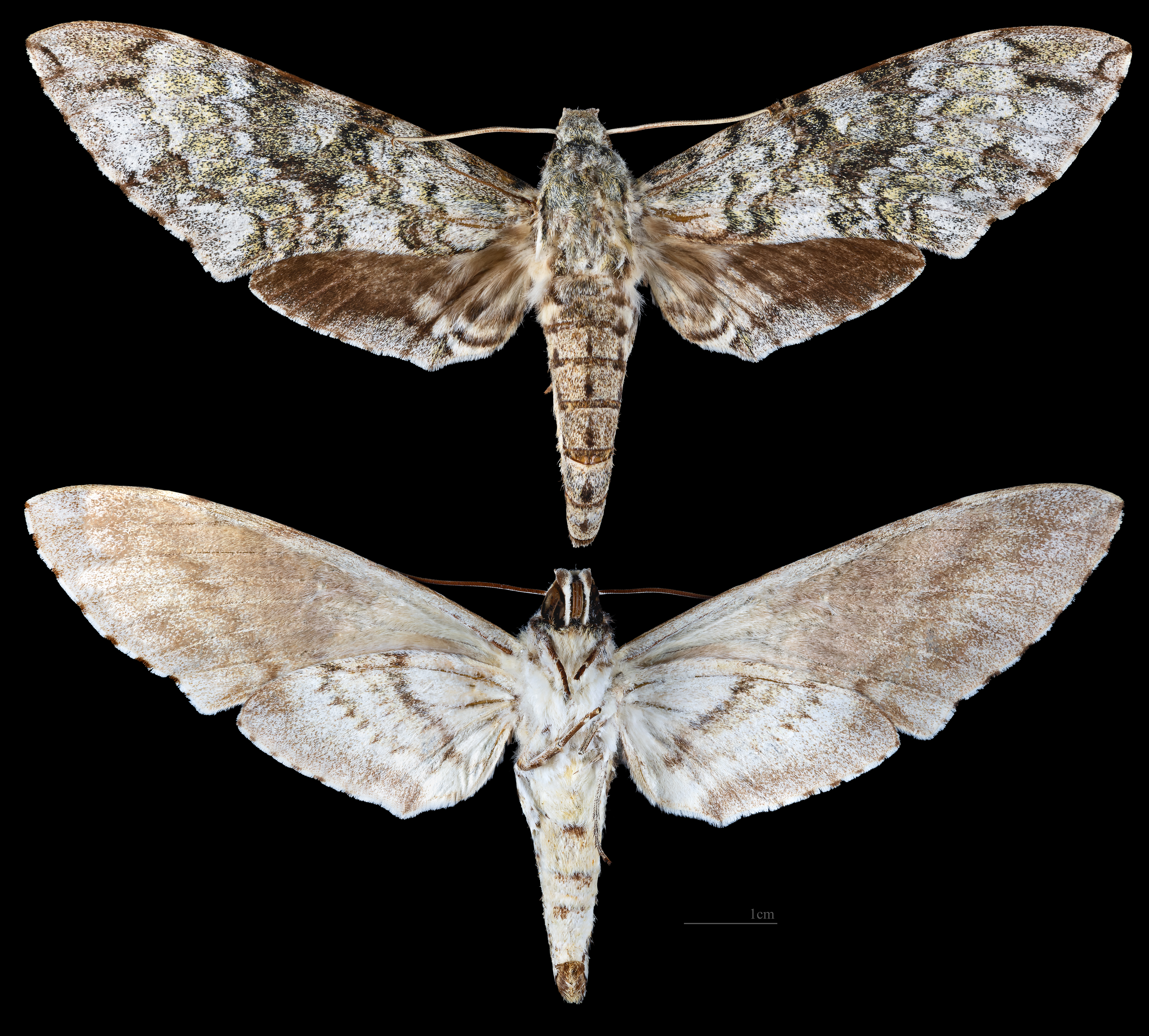
Manduca franciscae
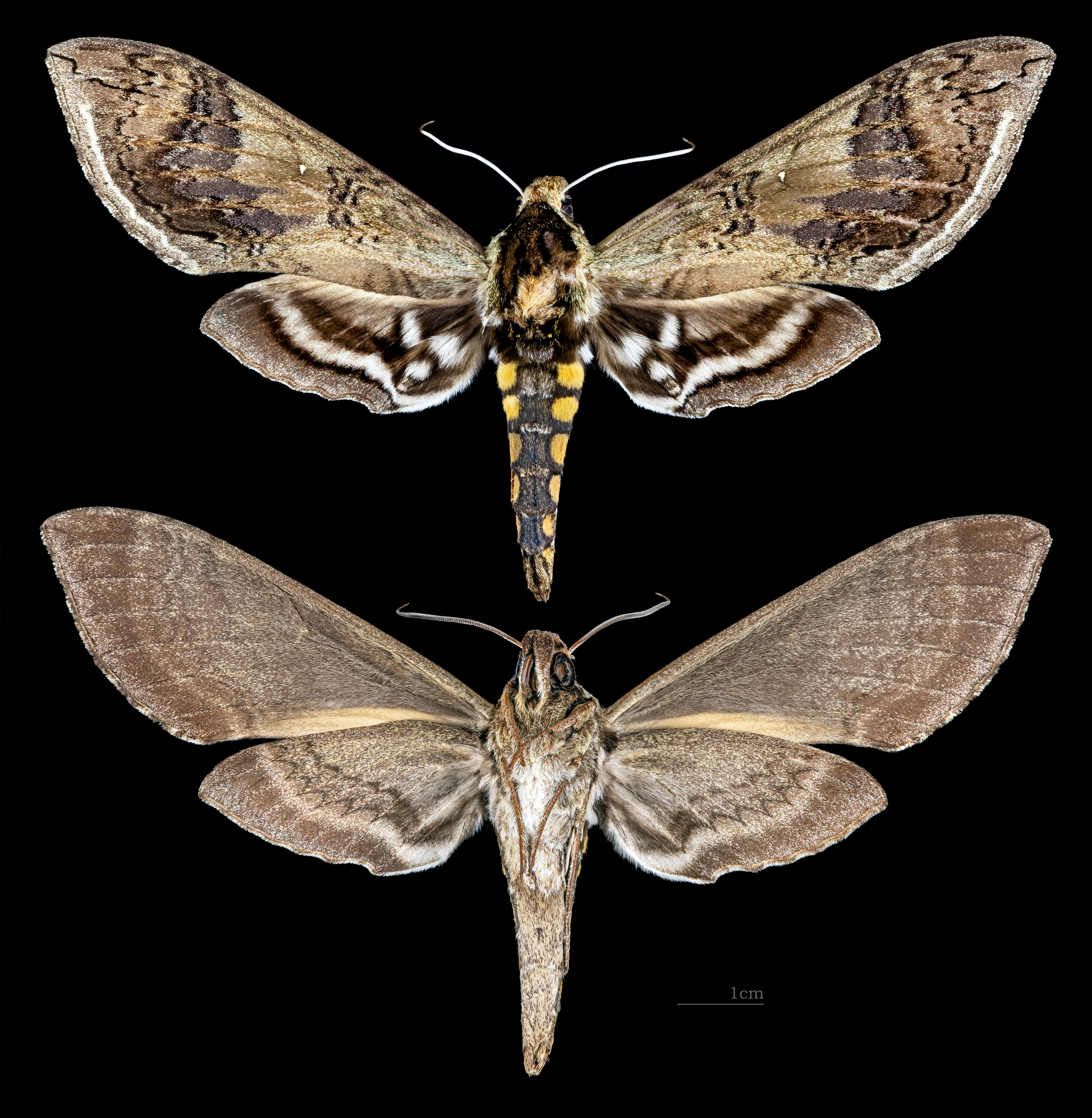
Manduca hannibal
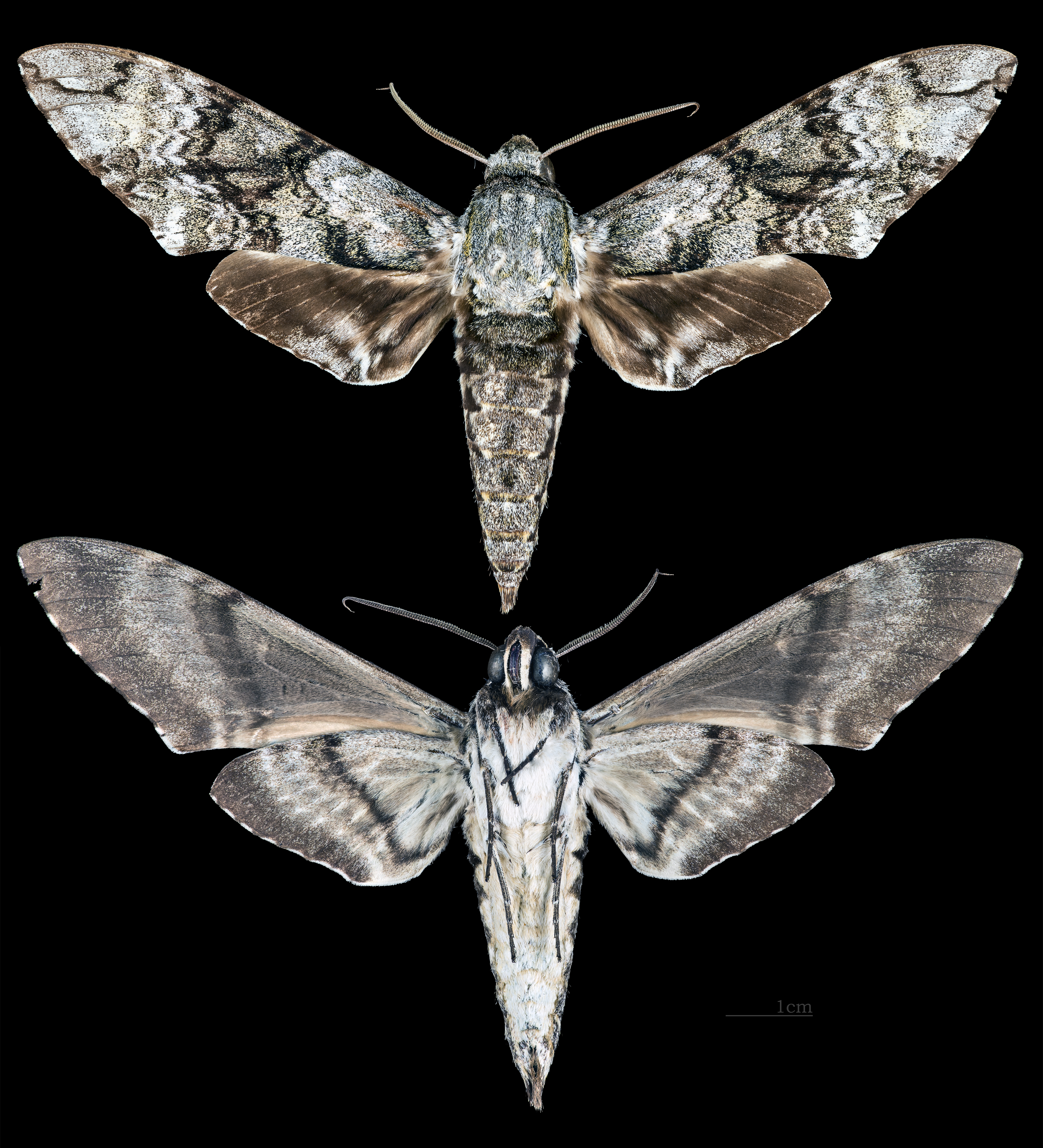
Manduca huascara
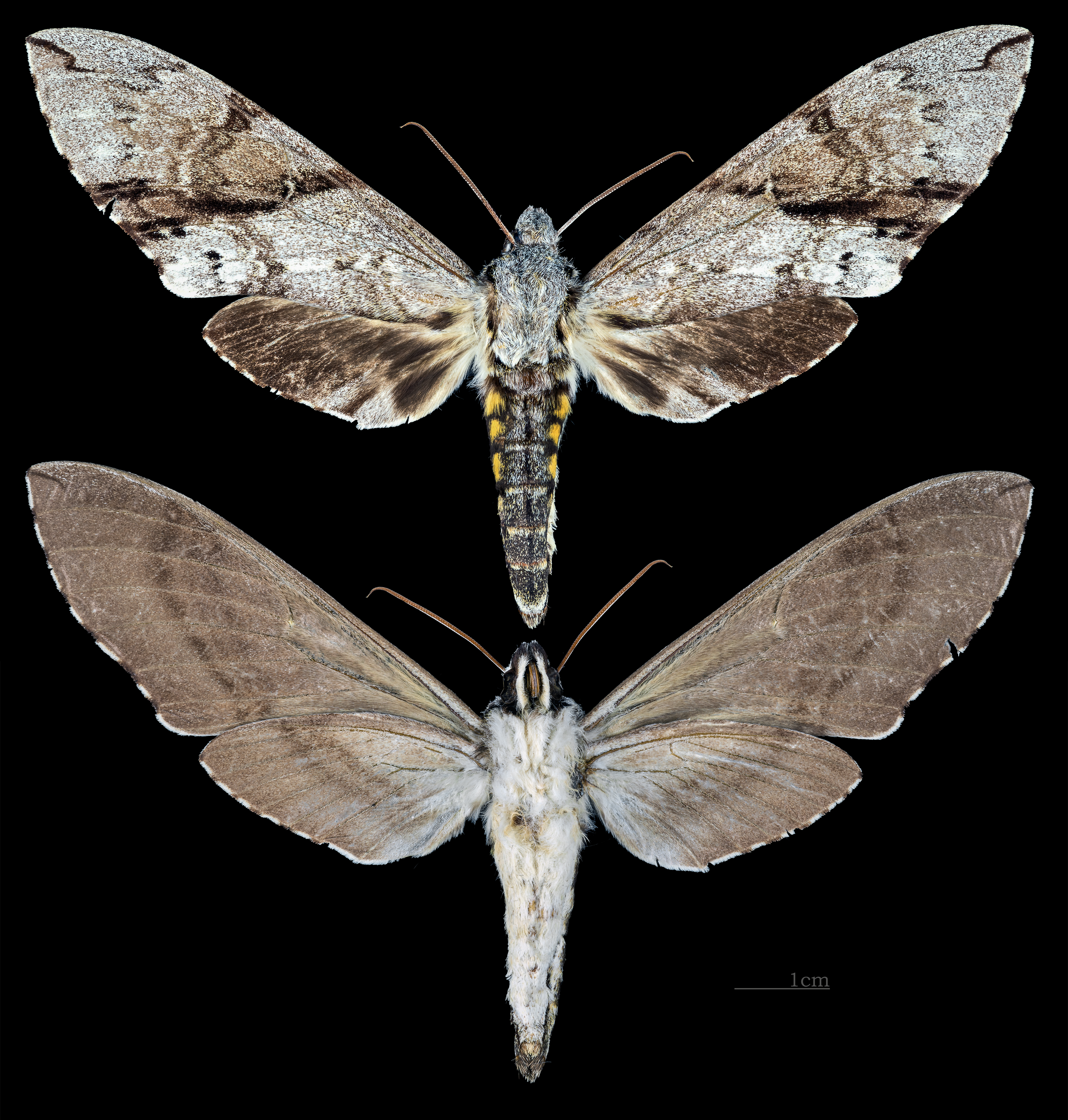
Manduca incisa
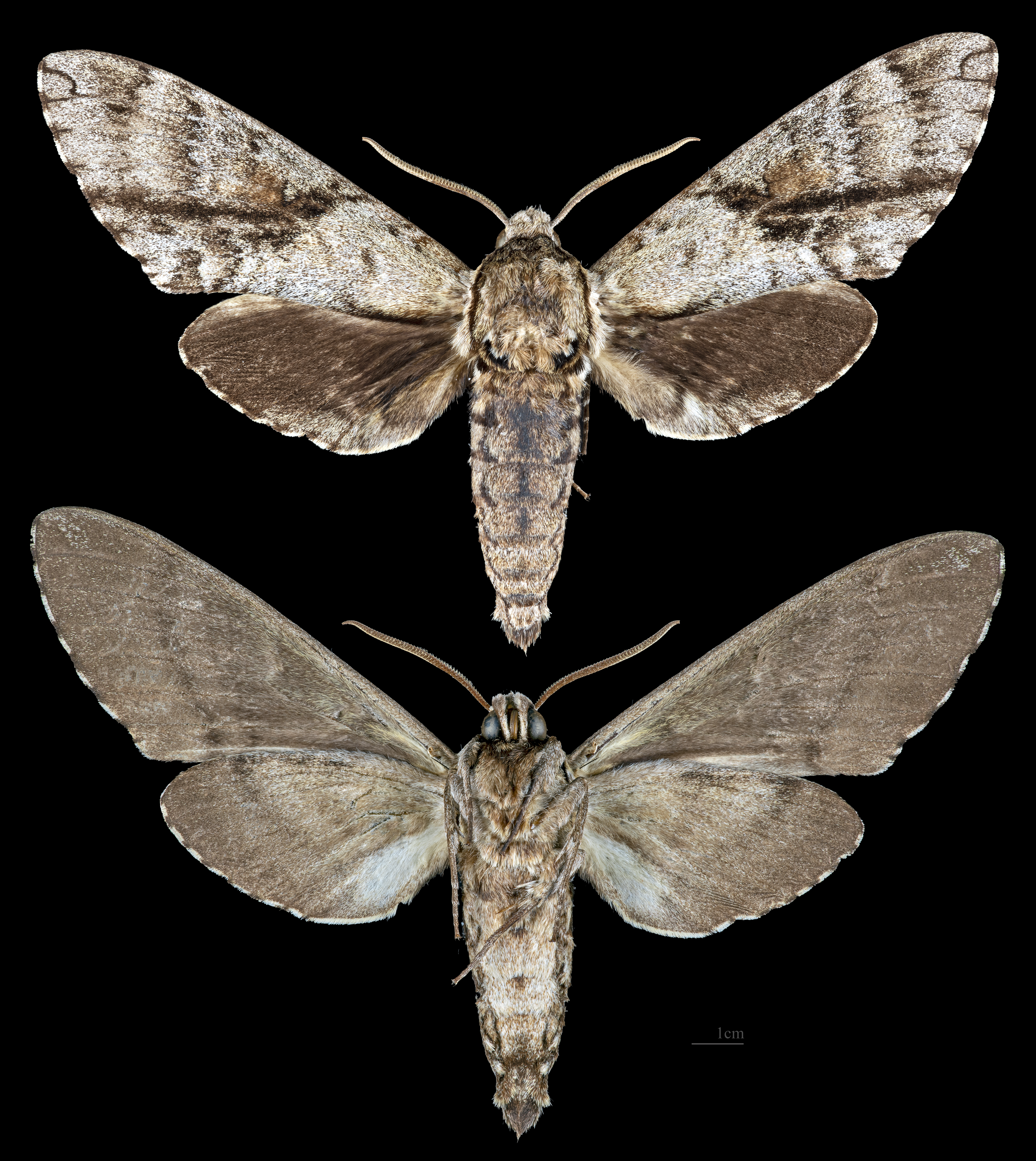
Manduca jasminearum
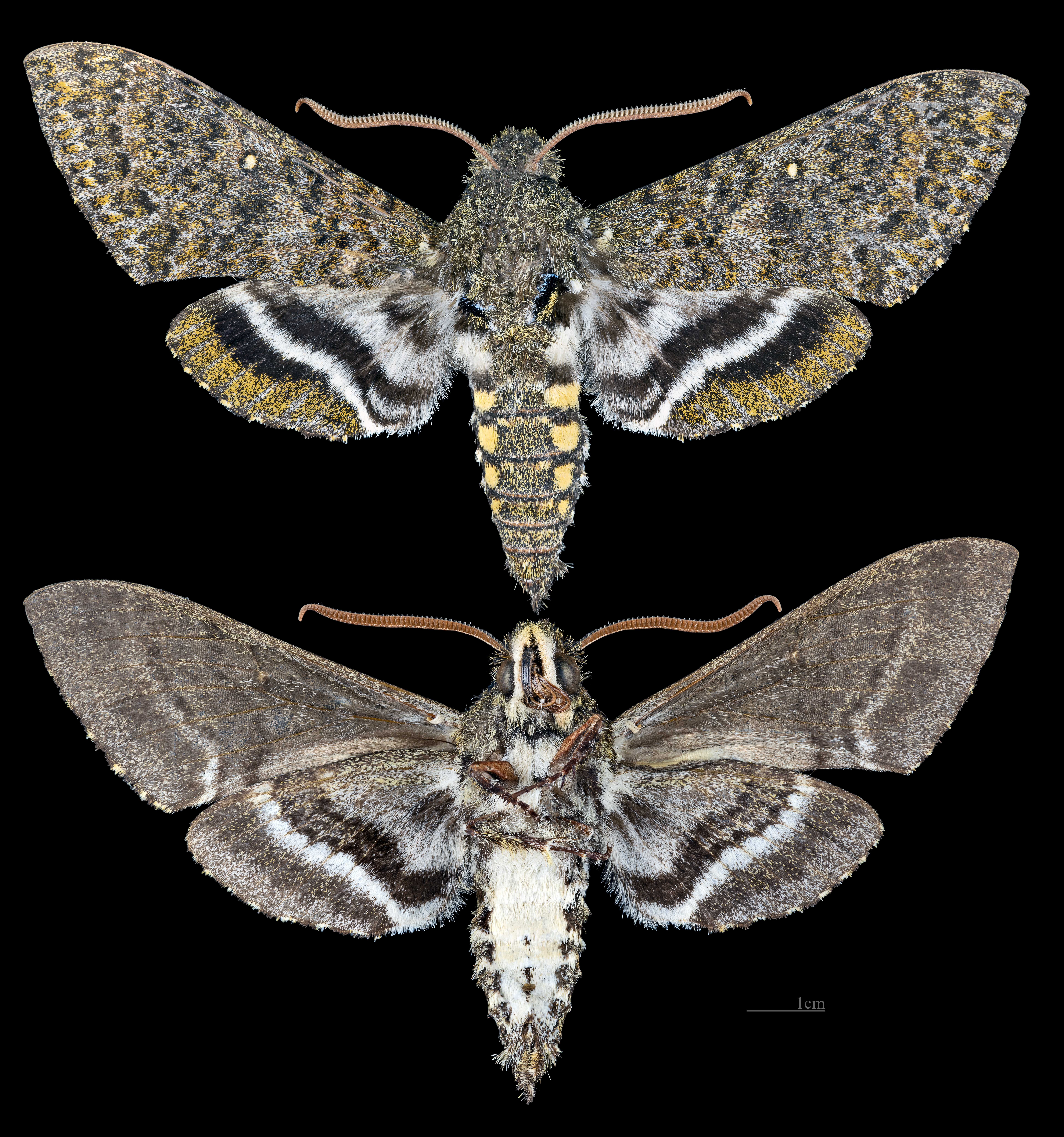
Manduca jordani
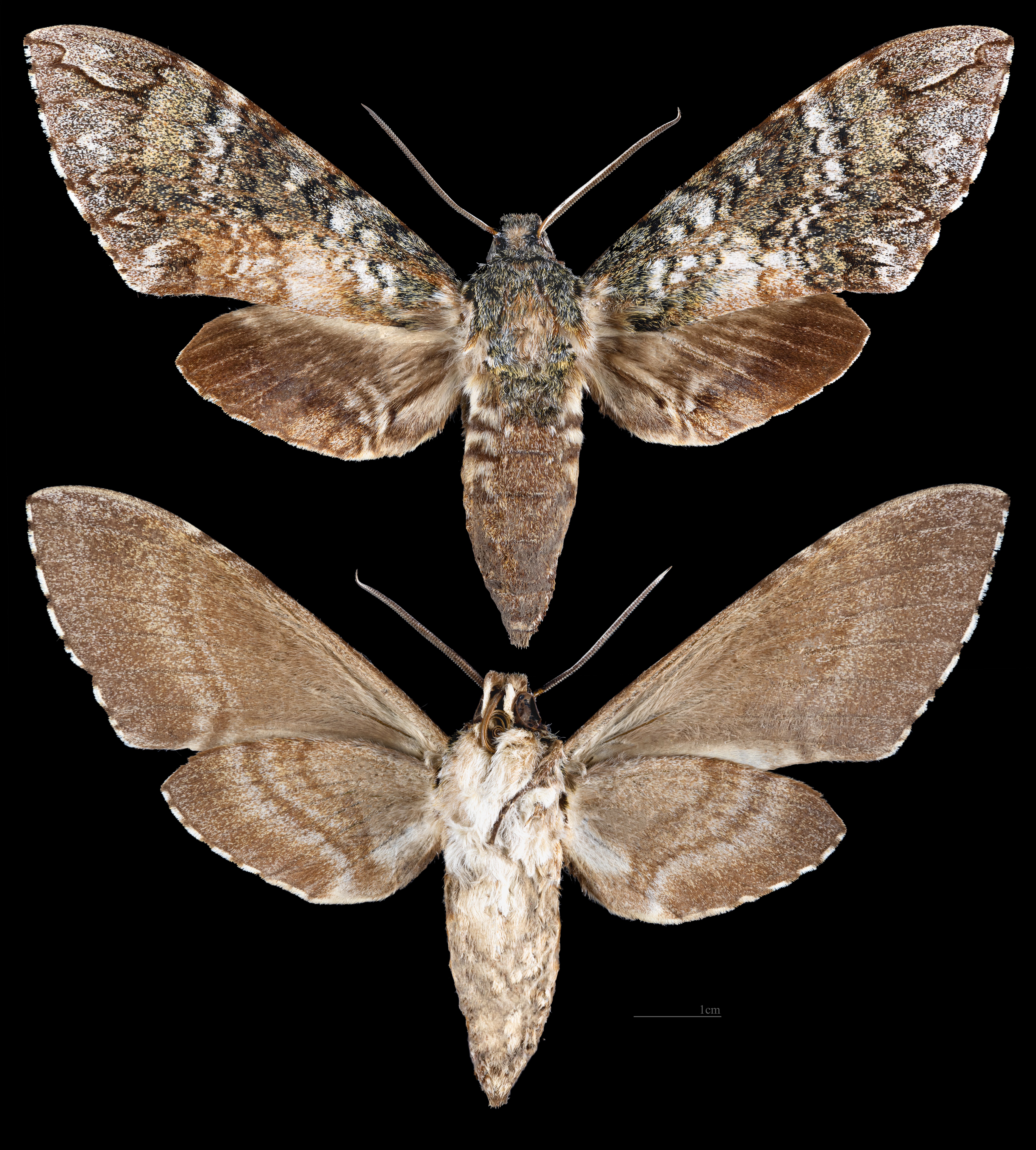
Manduca lanuginosa
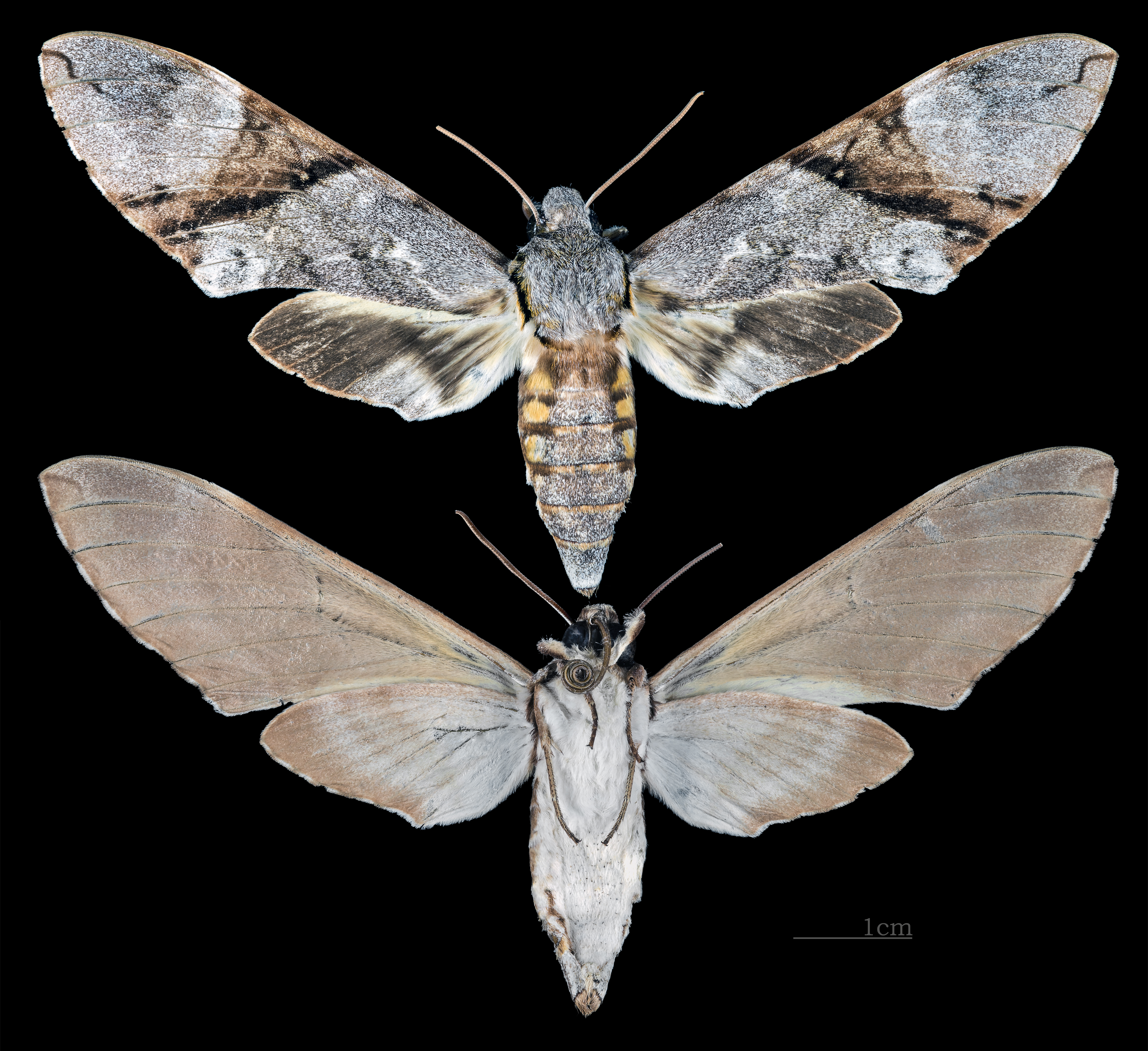
Manduca lefeburii
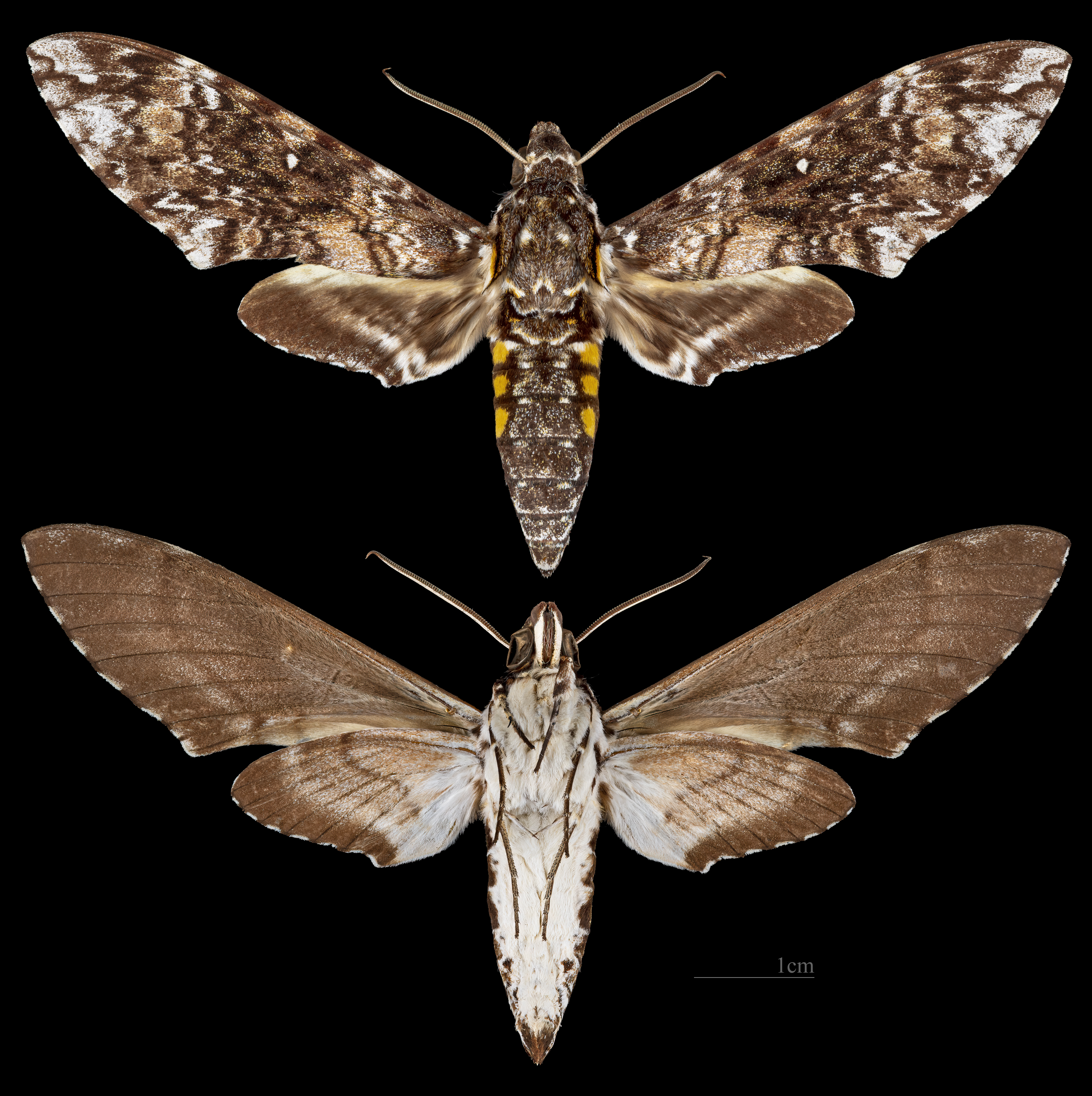
Manduca leucospila
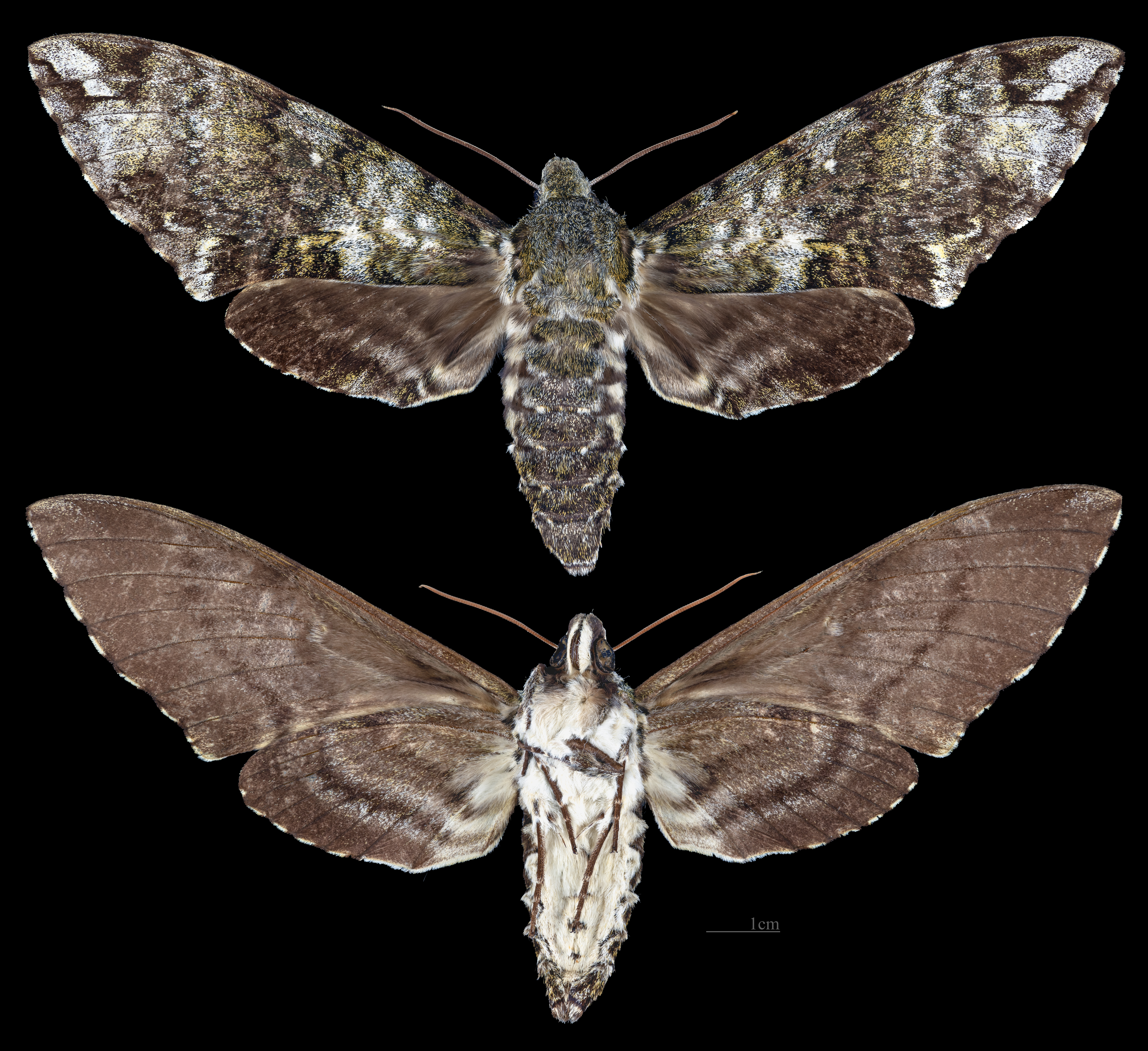
Manduca lichenea
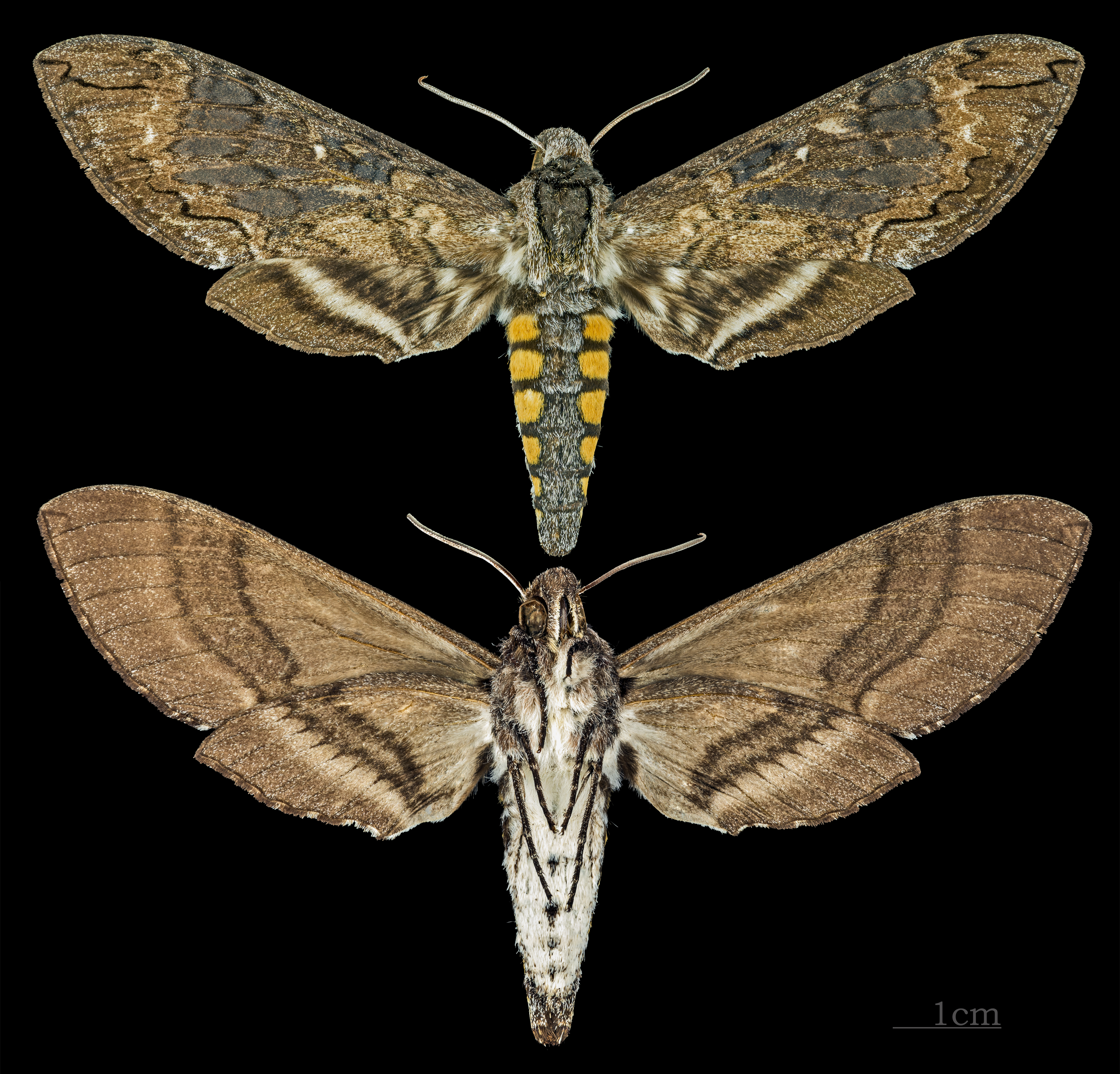
Manduca lucetius
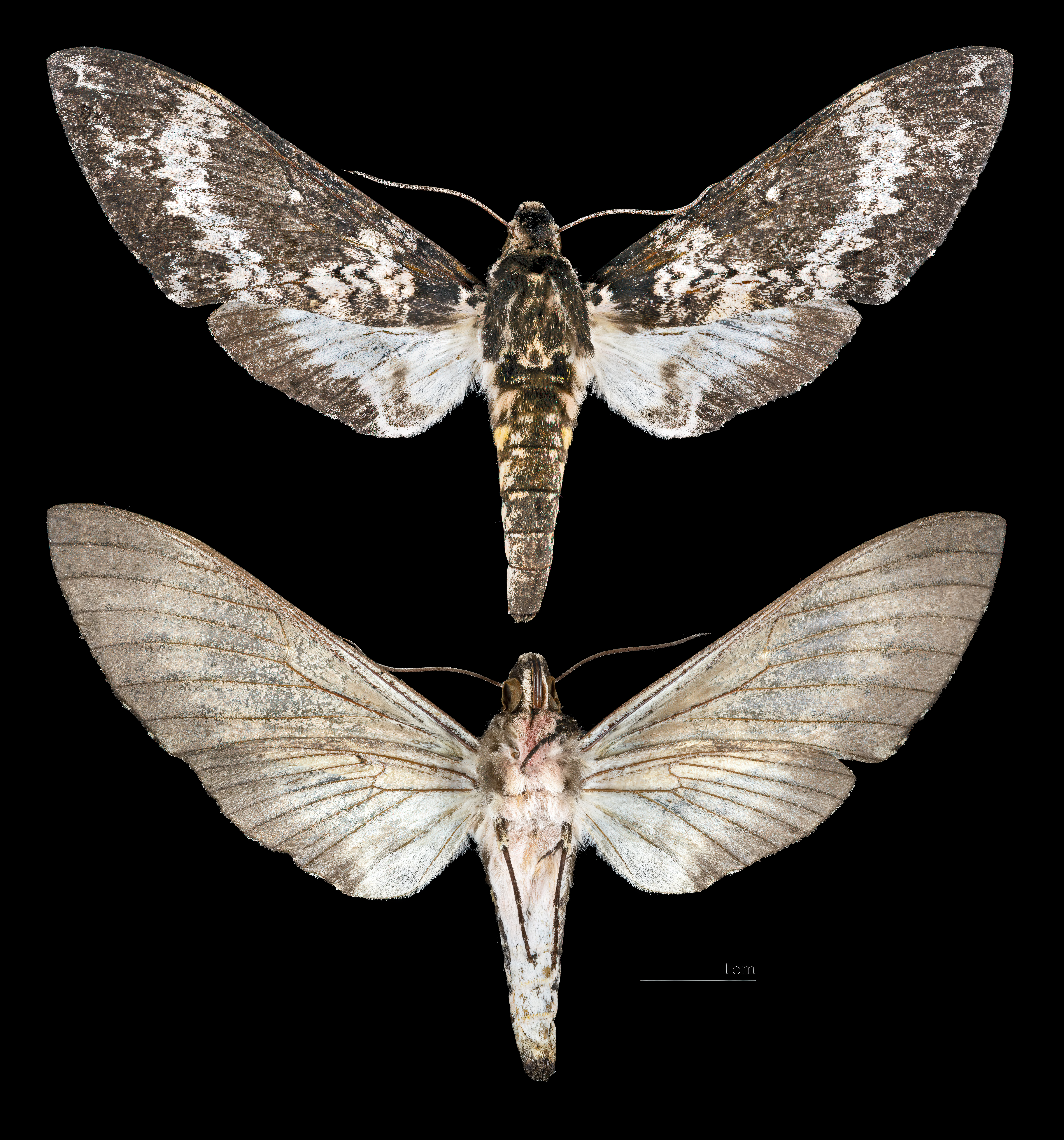
Manduca manducoides
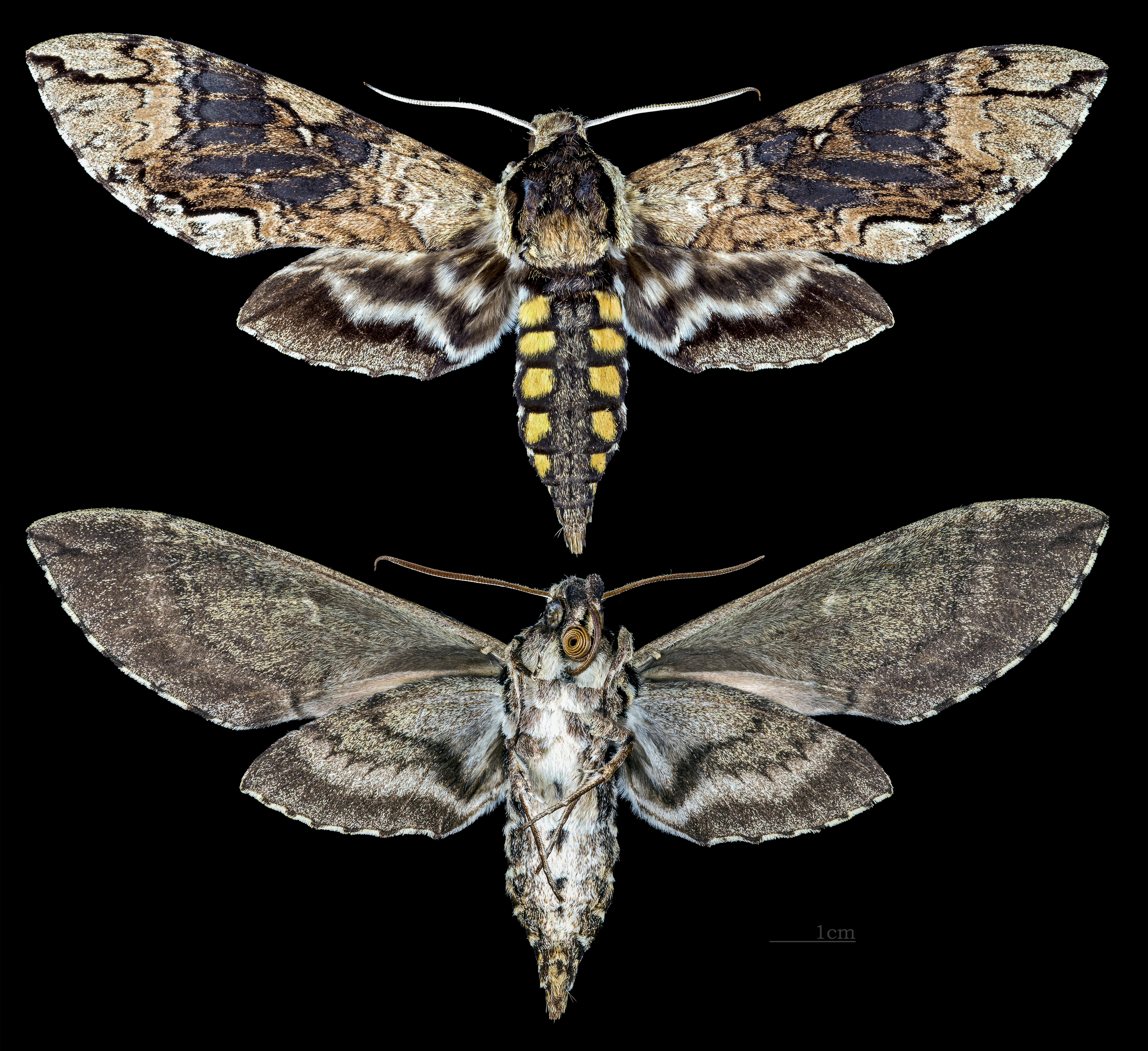
Manduca morelia
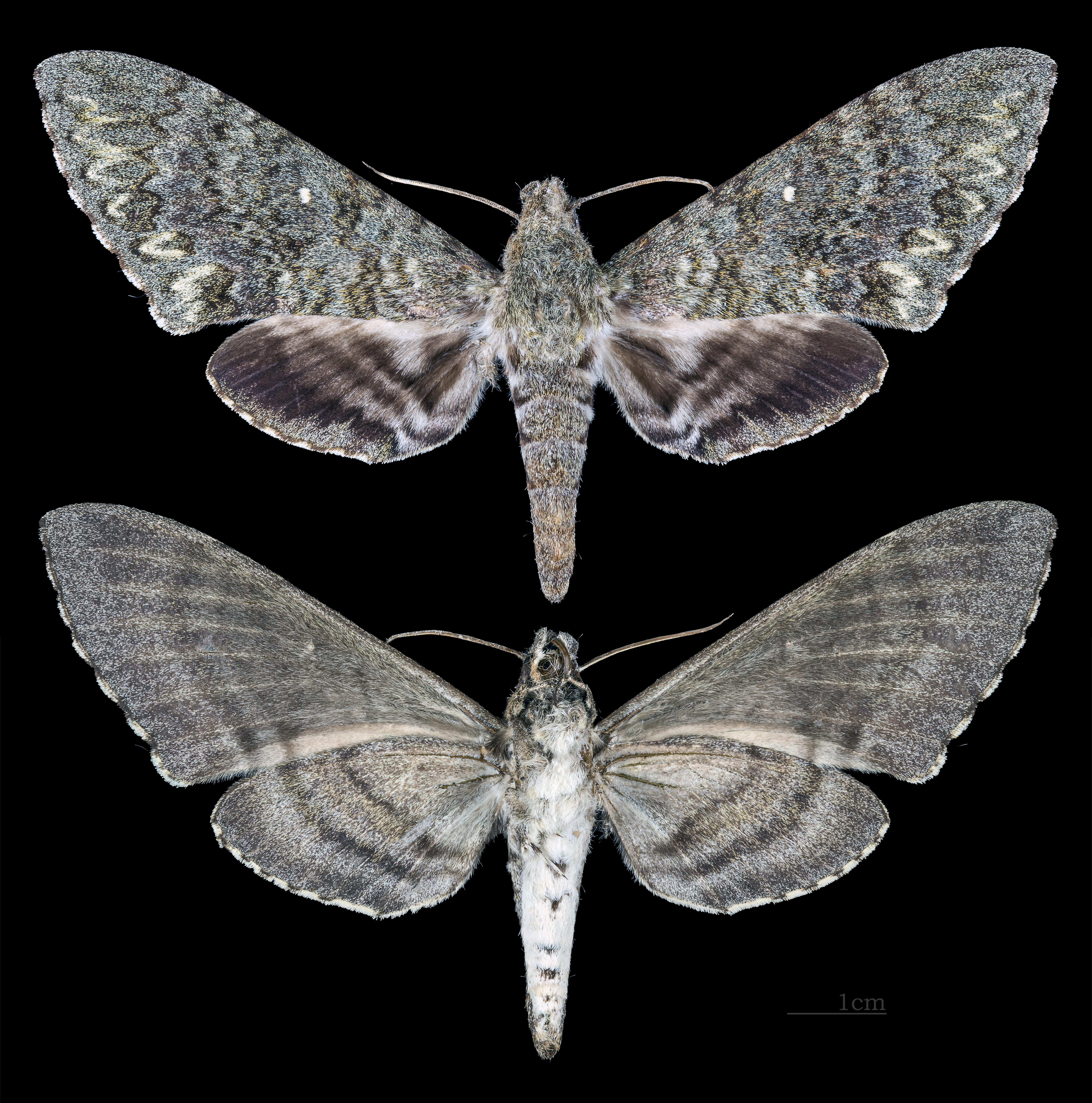
Manduca muscosa
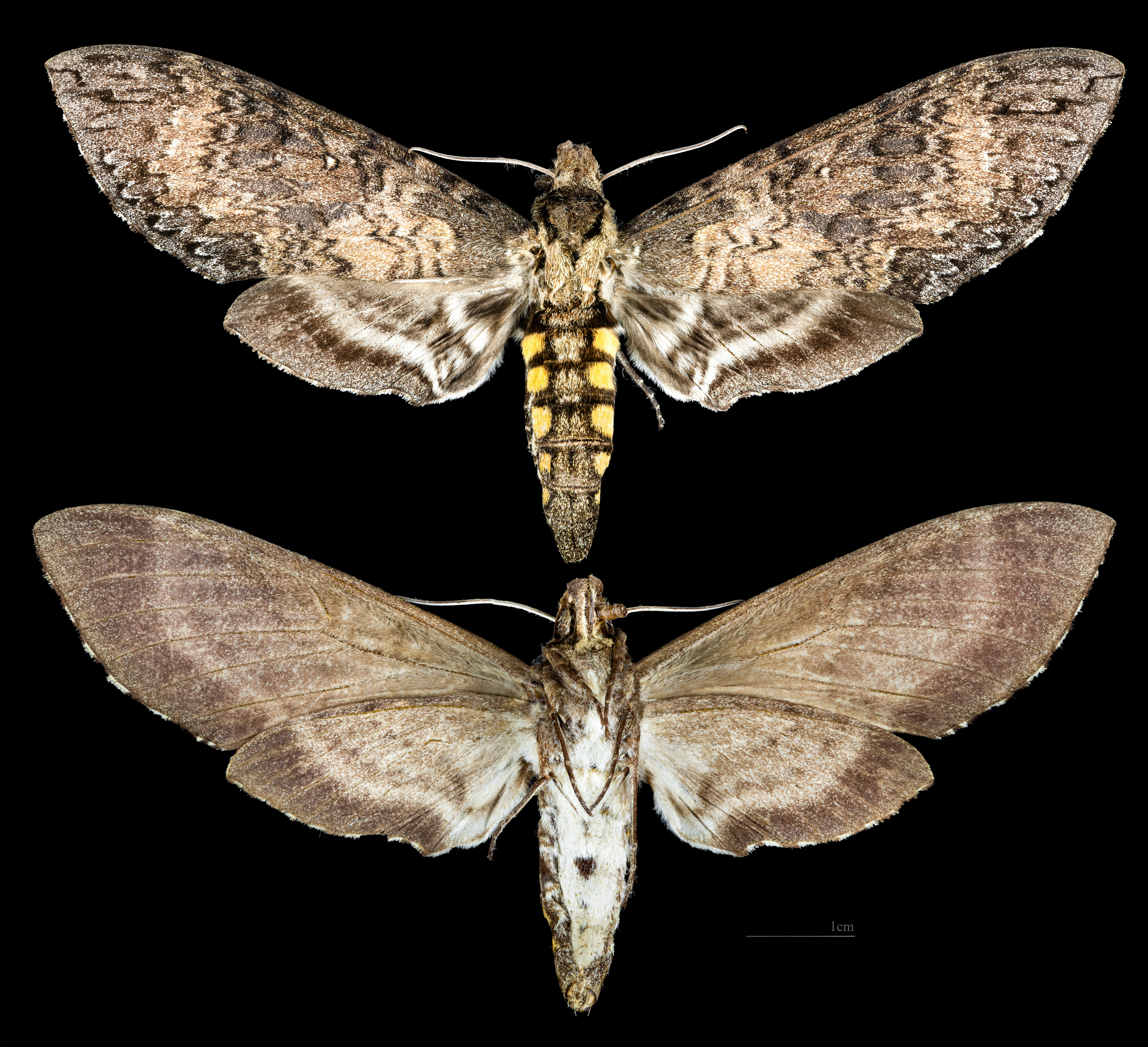
Manduca occulta
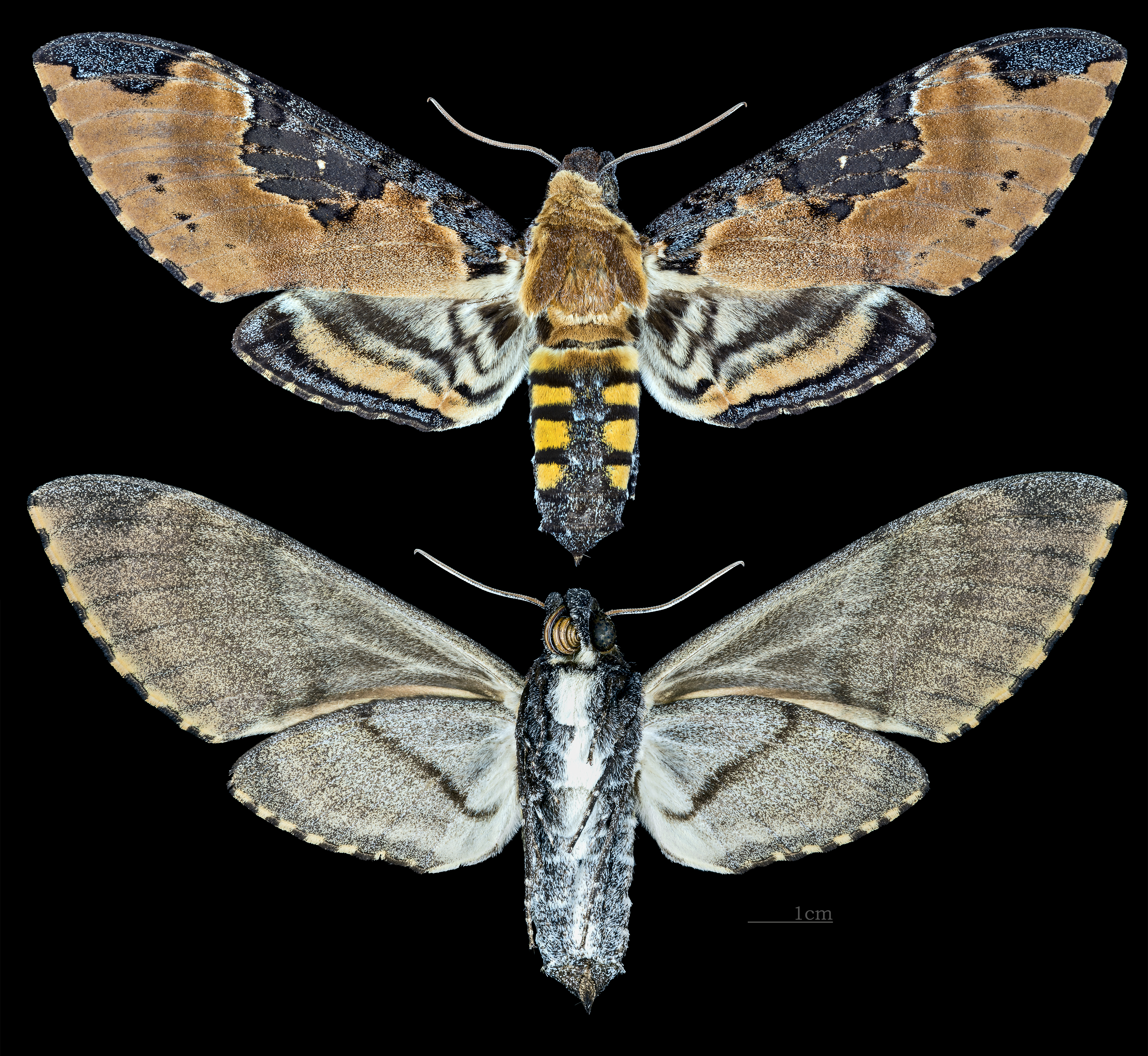
Manduca ochus
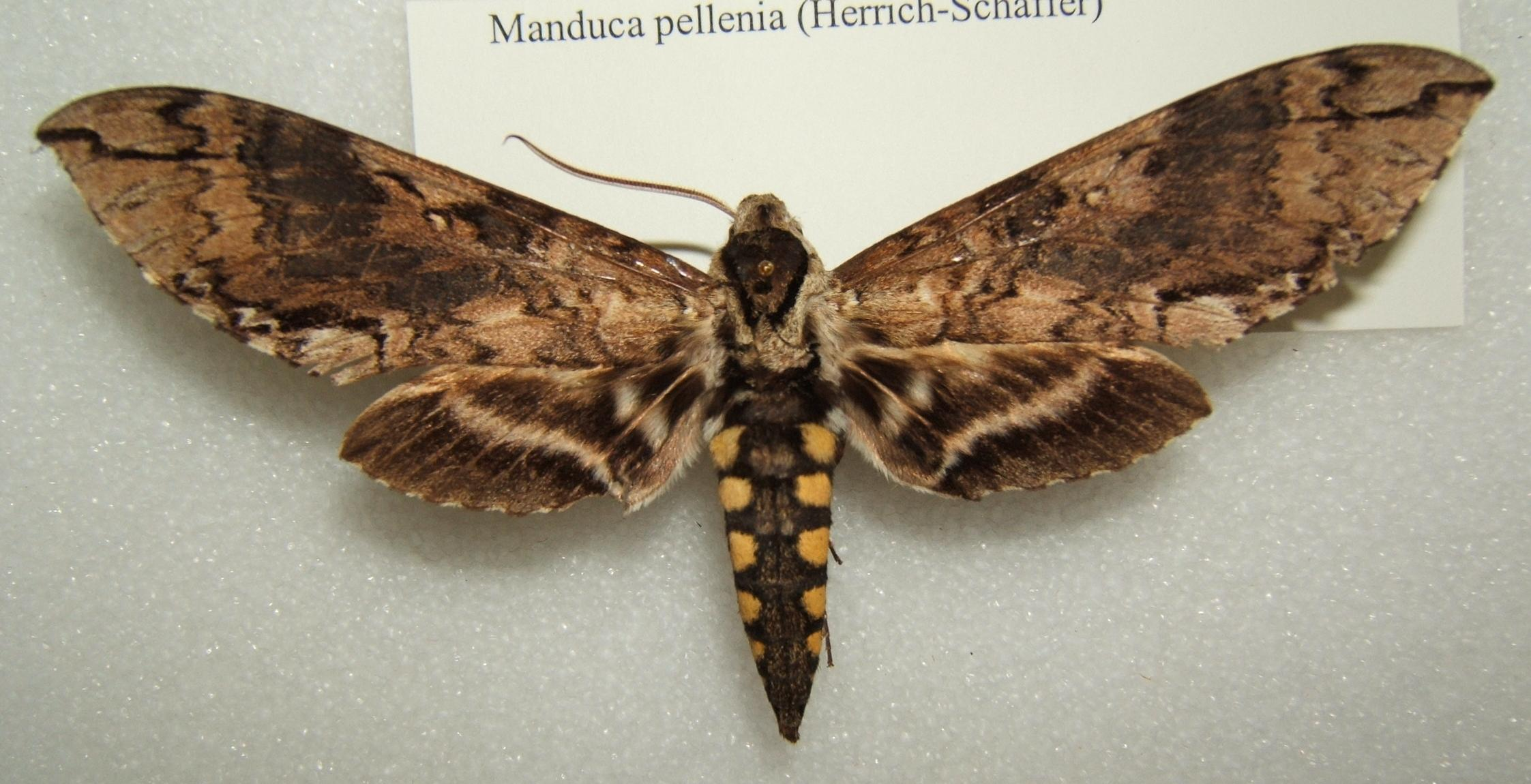
Manduca pellenia
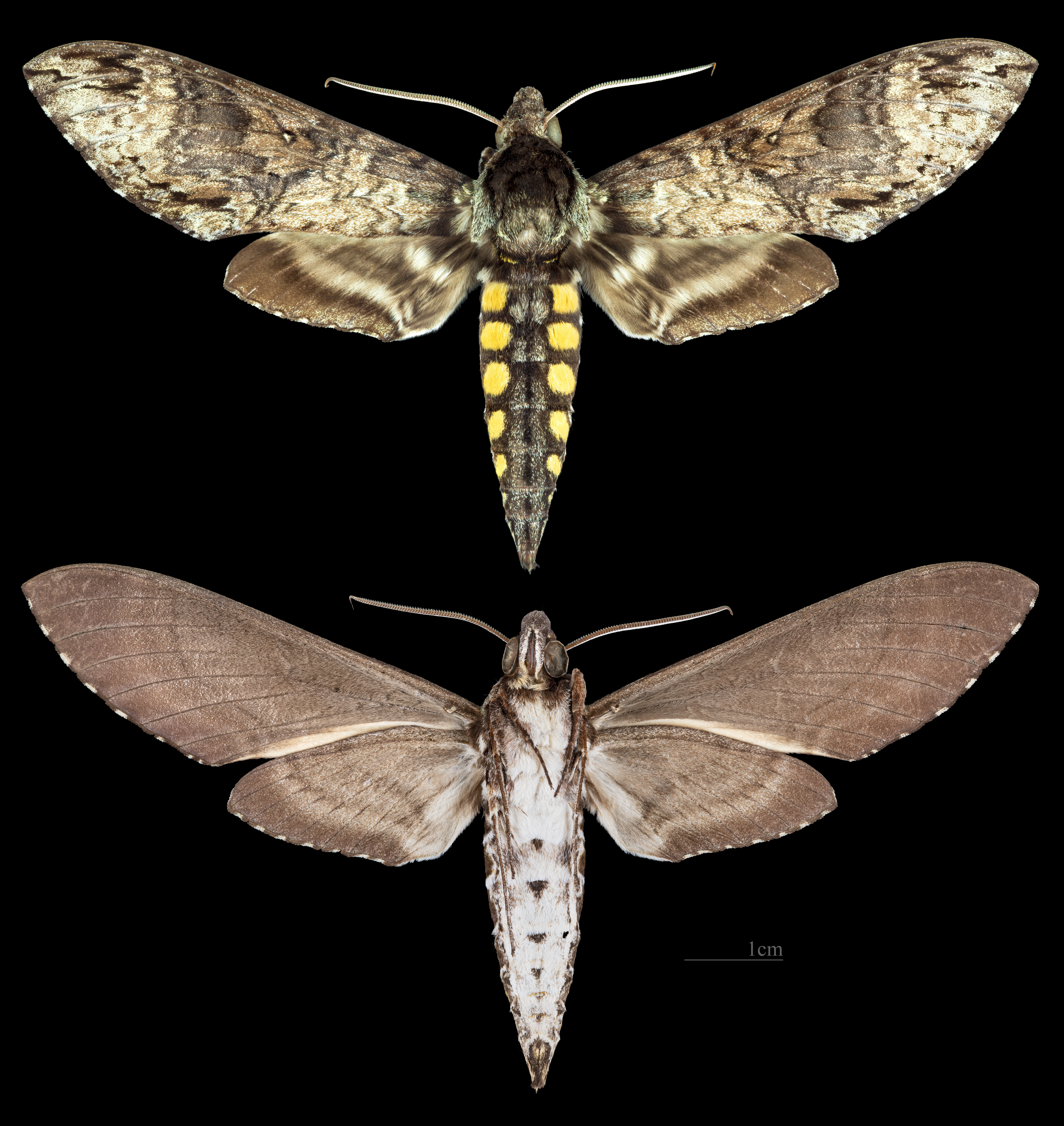
Manduca perplexa
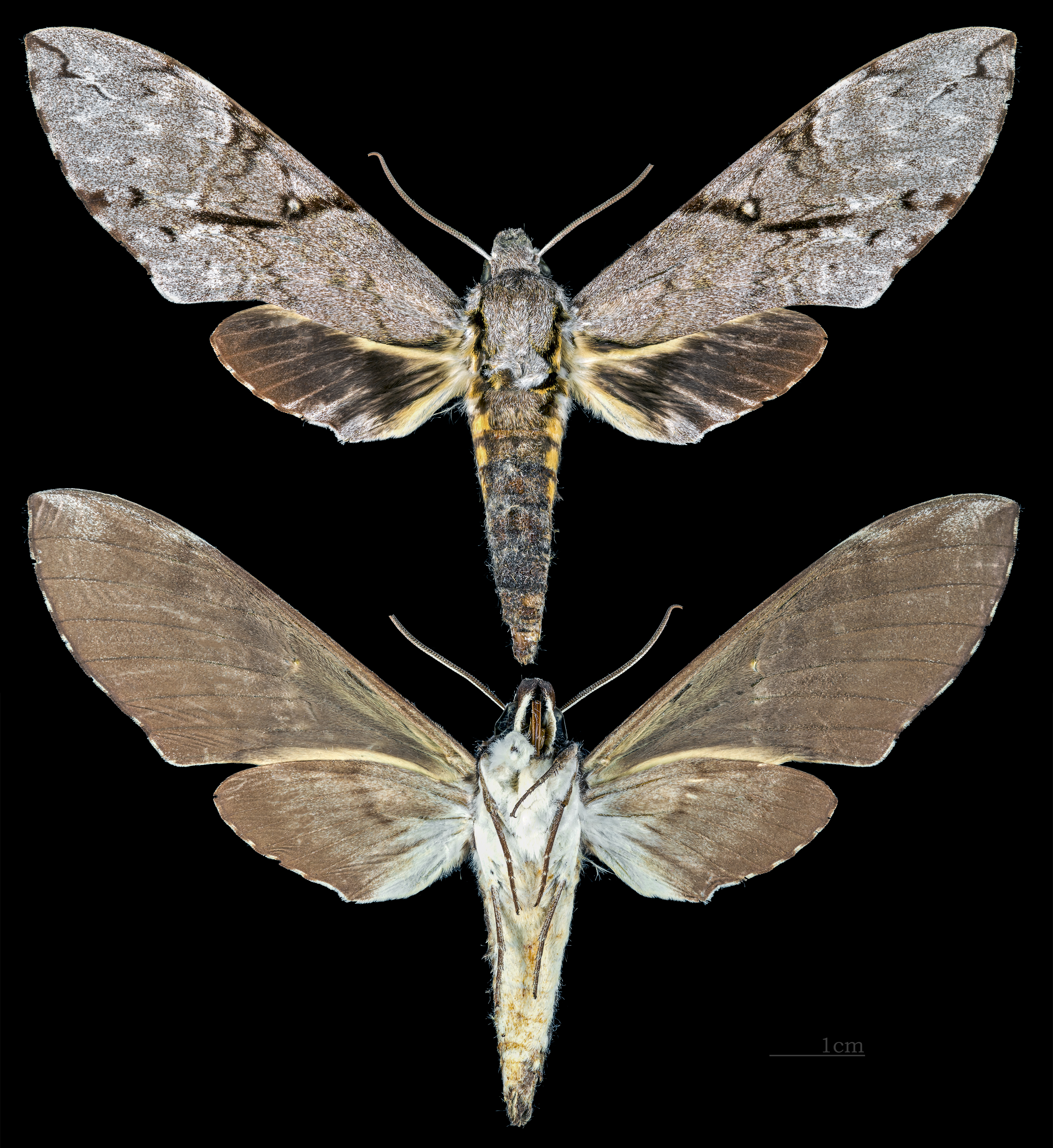
Manduca prestoni
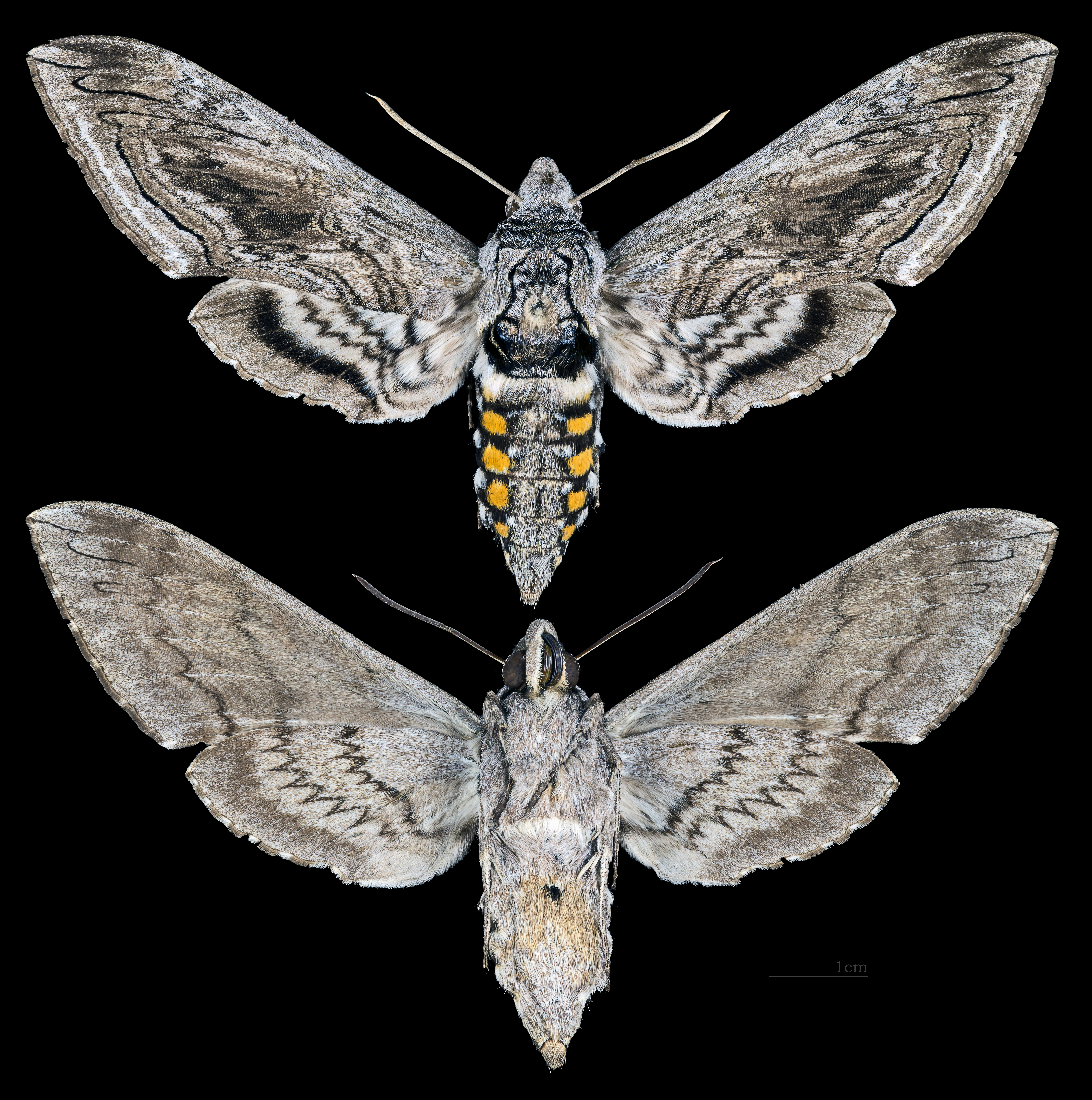
Manduca quinquemaculata
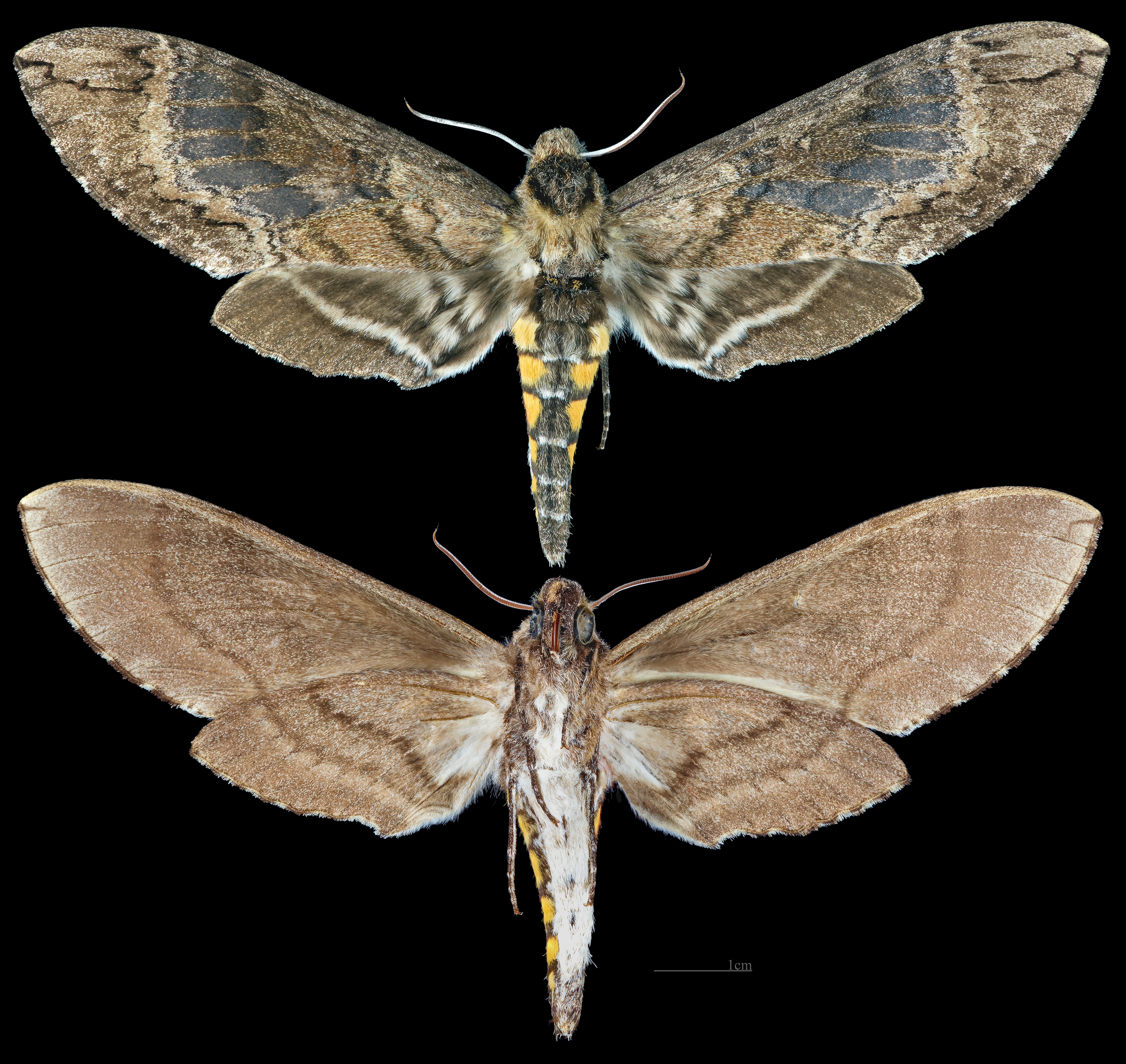
Manduca reducta
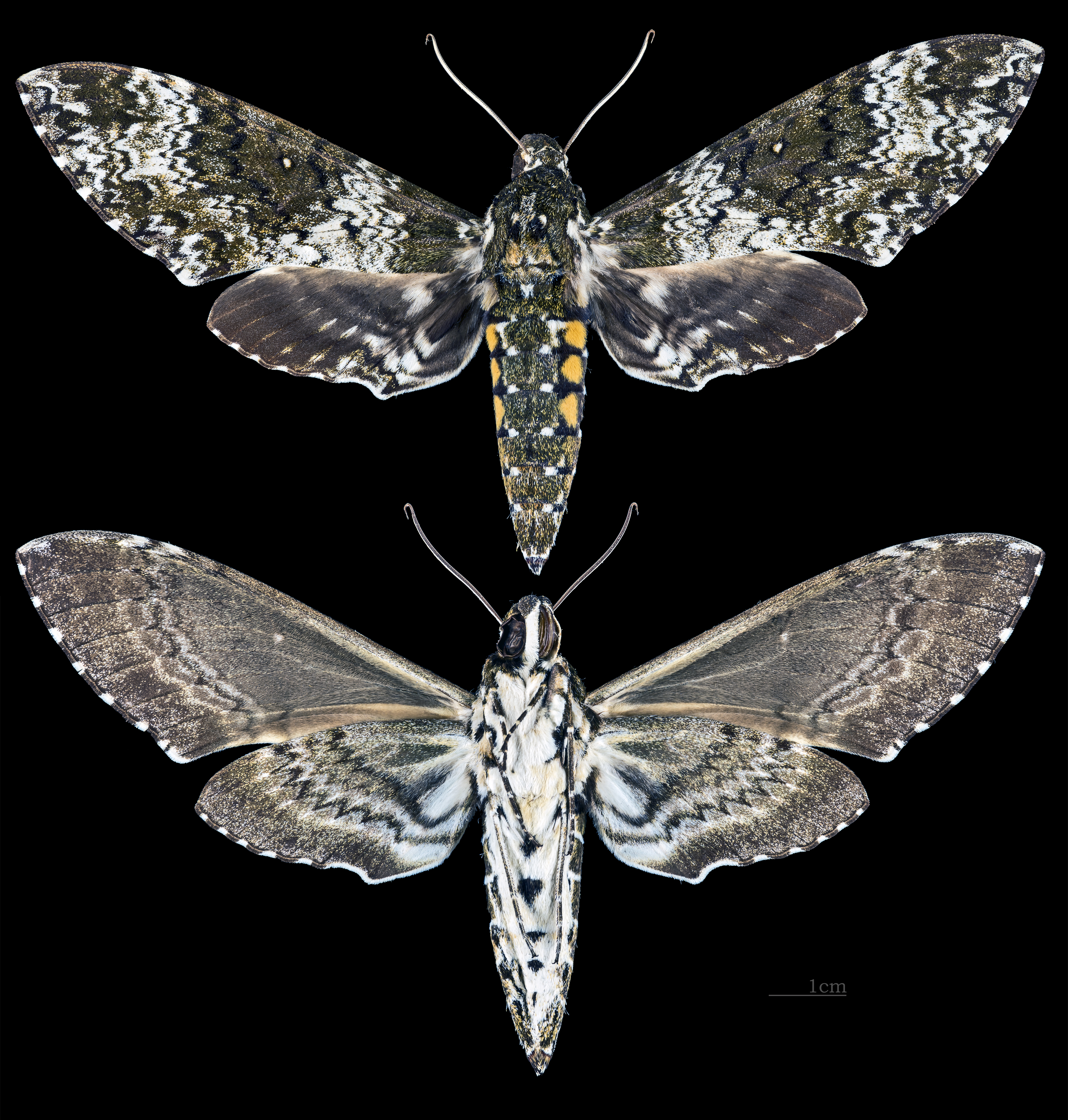
Manduca rustica
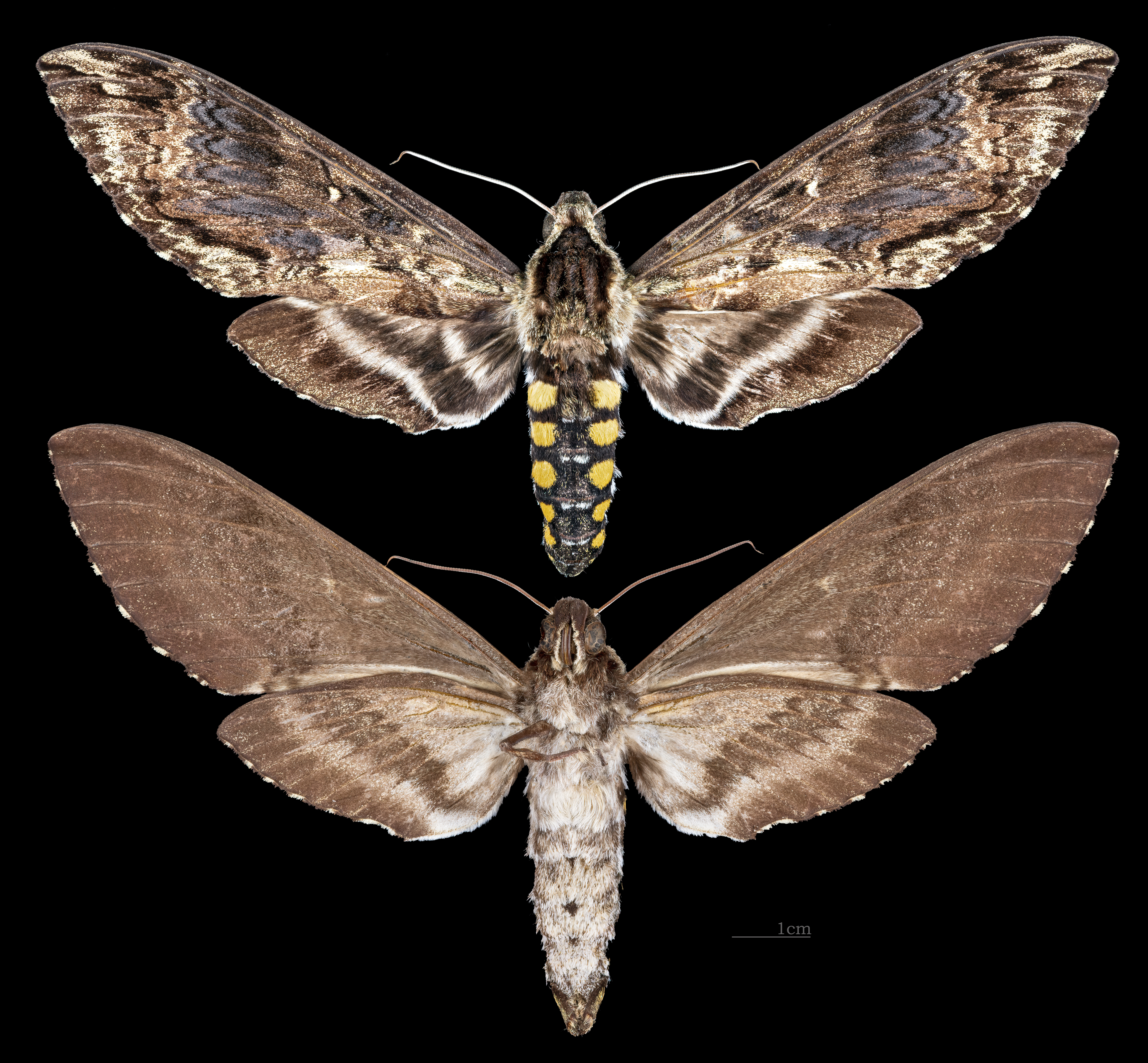
Manduca scutata
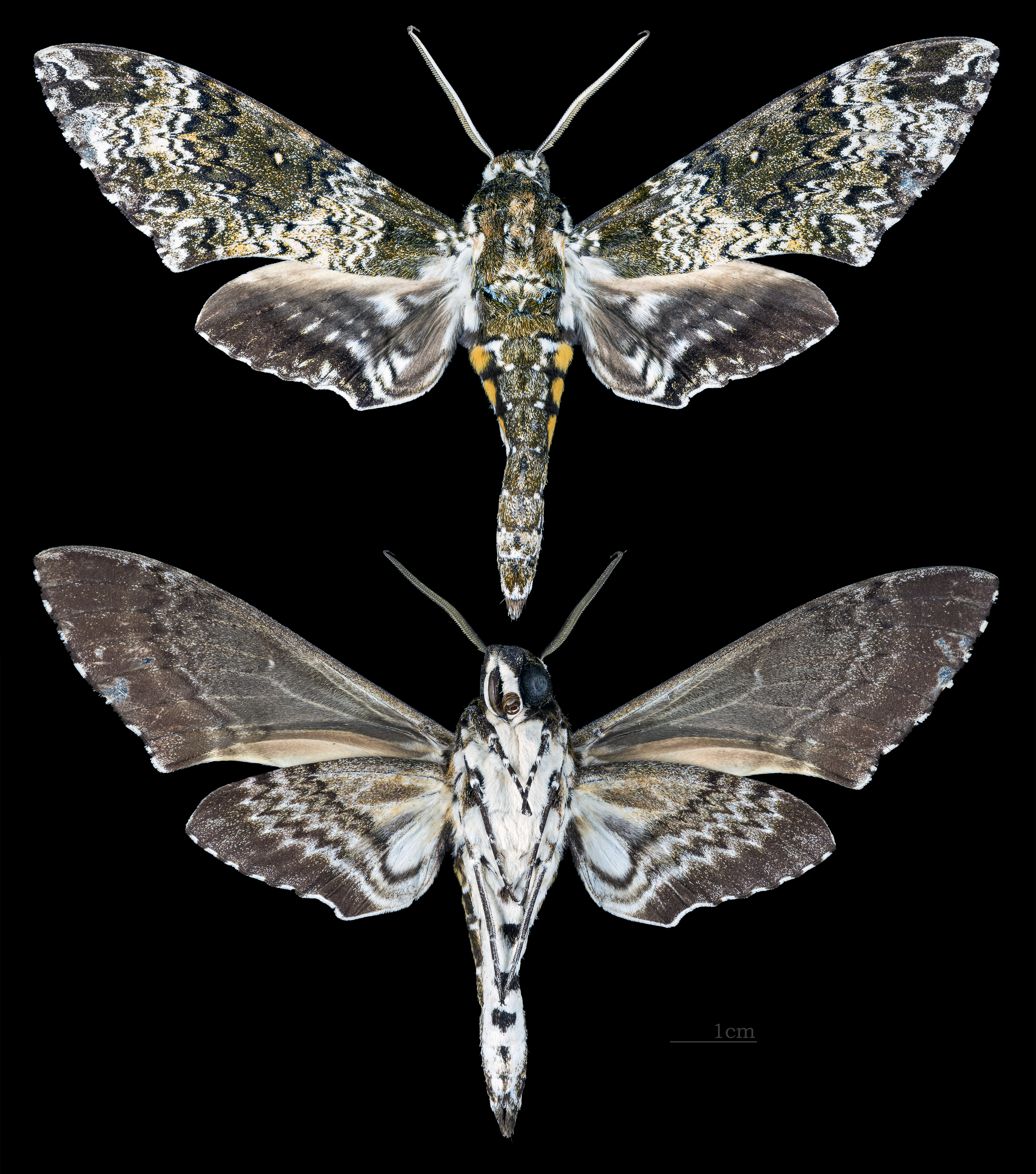
Manduca sesquiplex
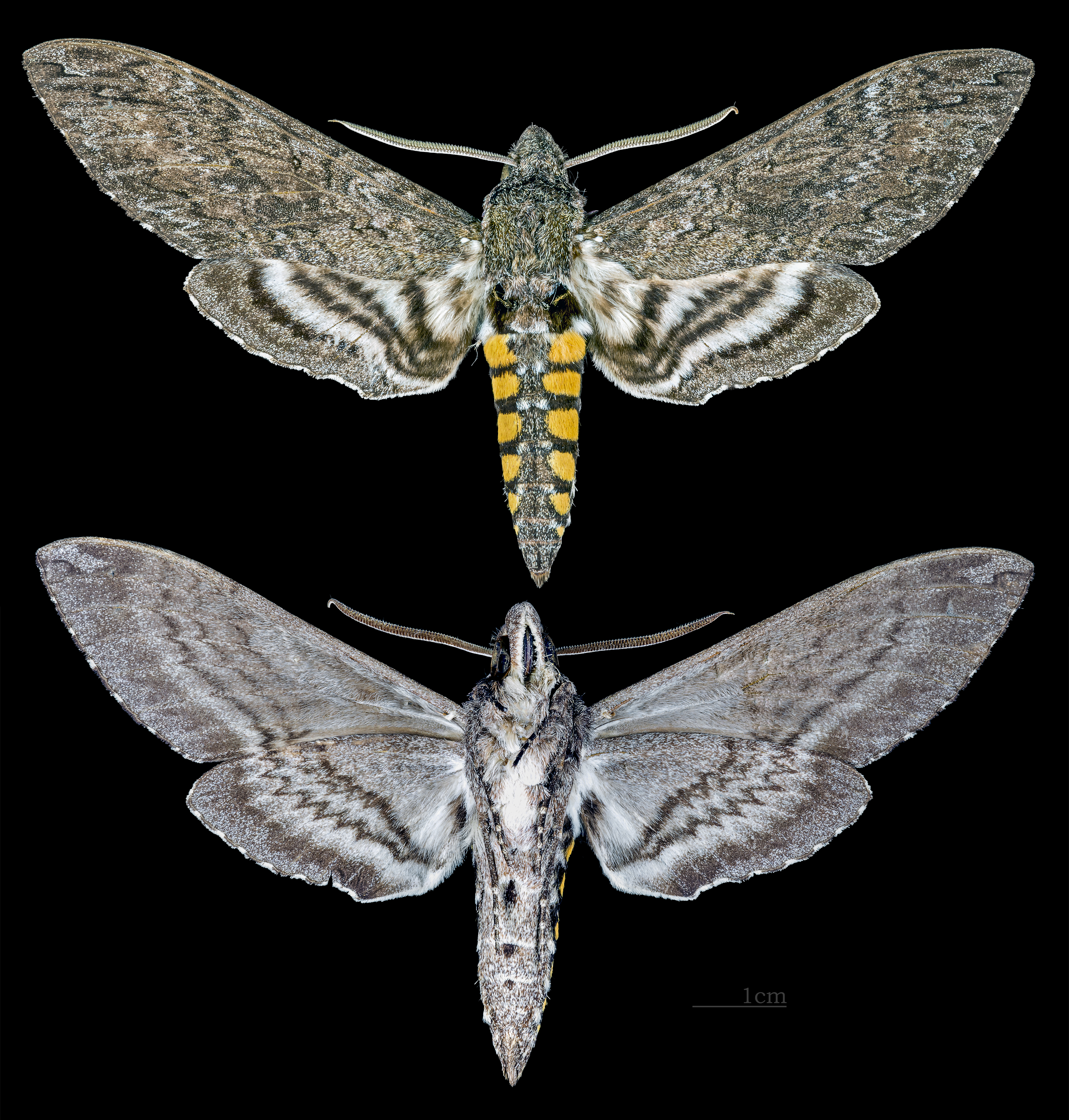
Manduca sexta
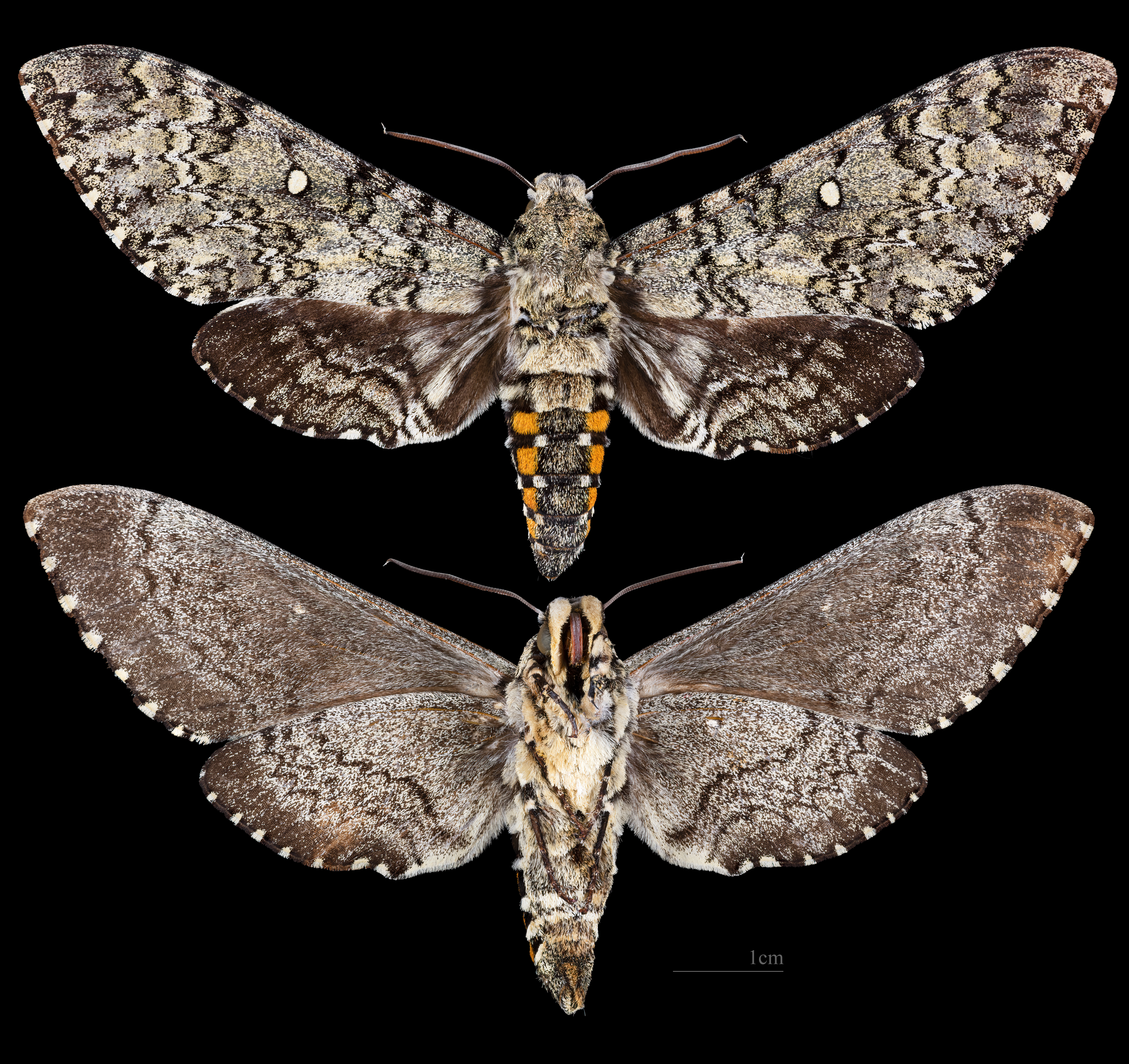
Manduca stuarti
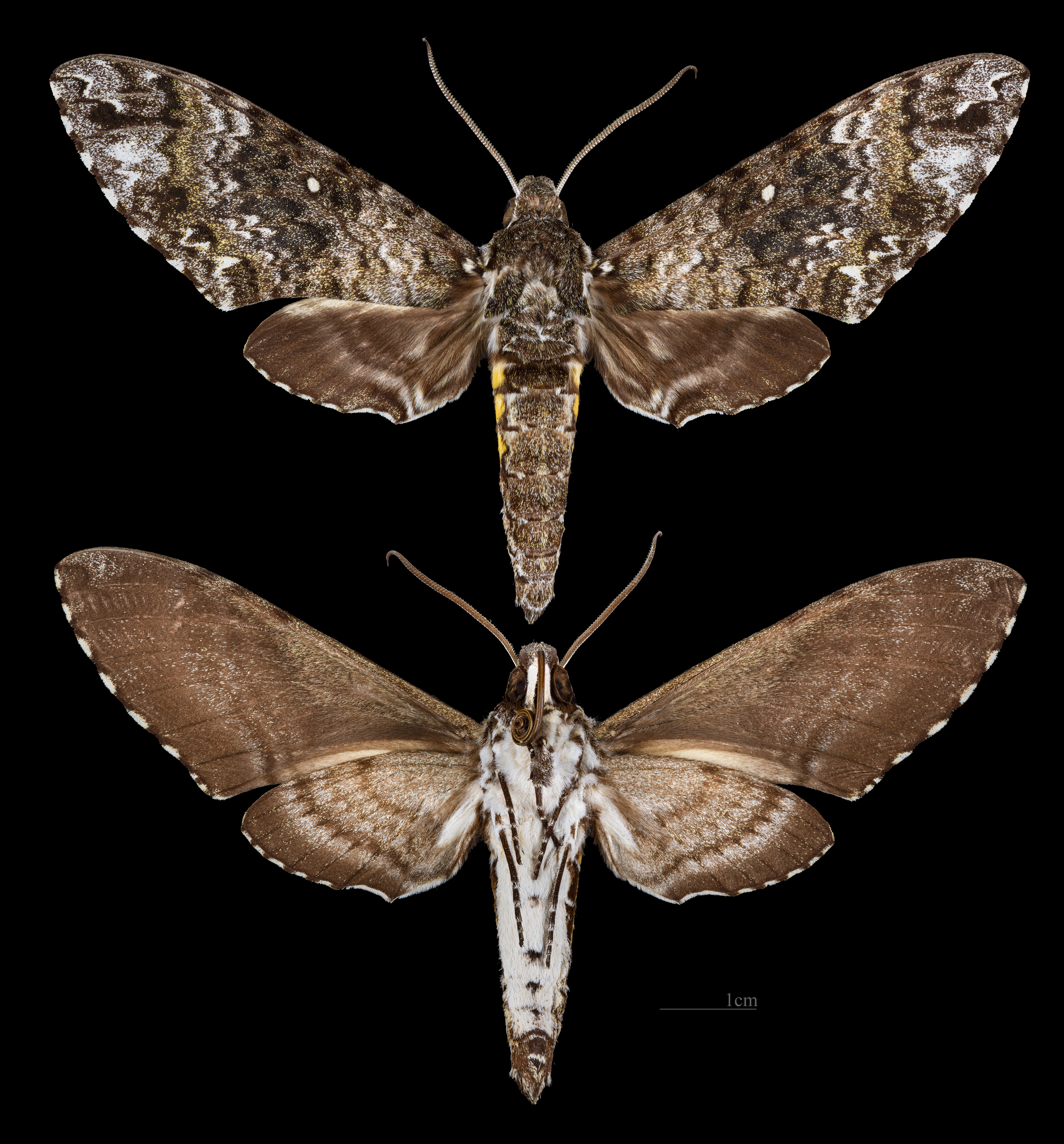
Manduca trimacula
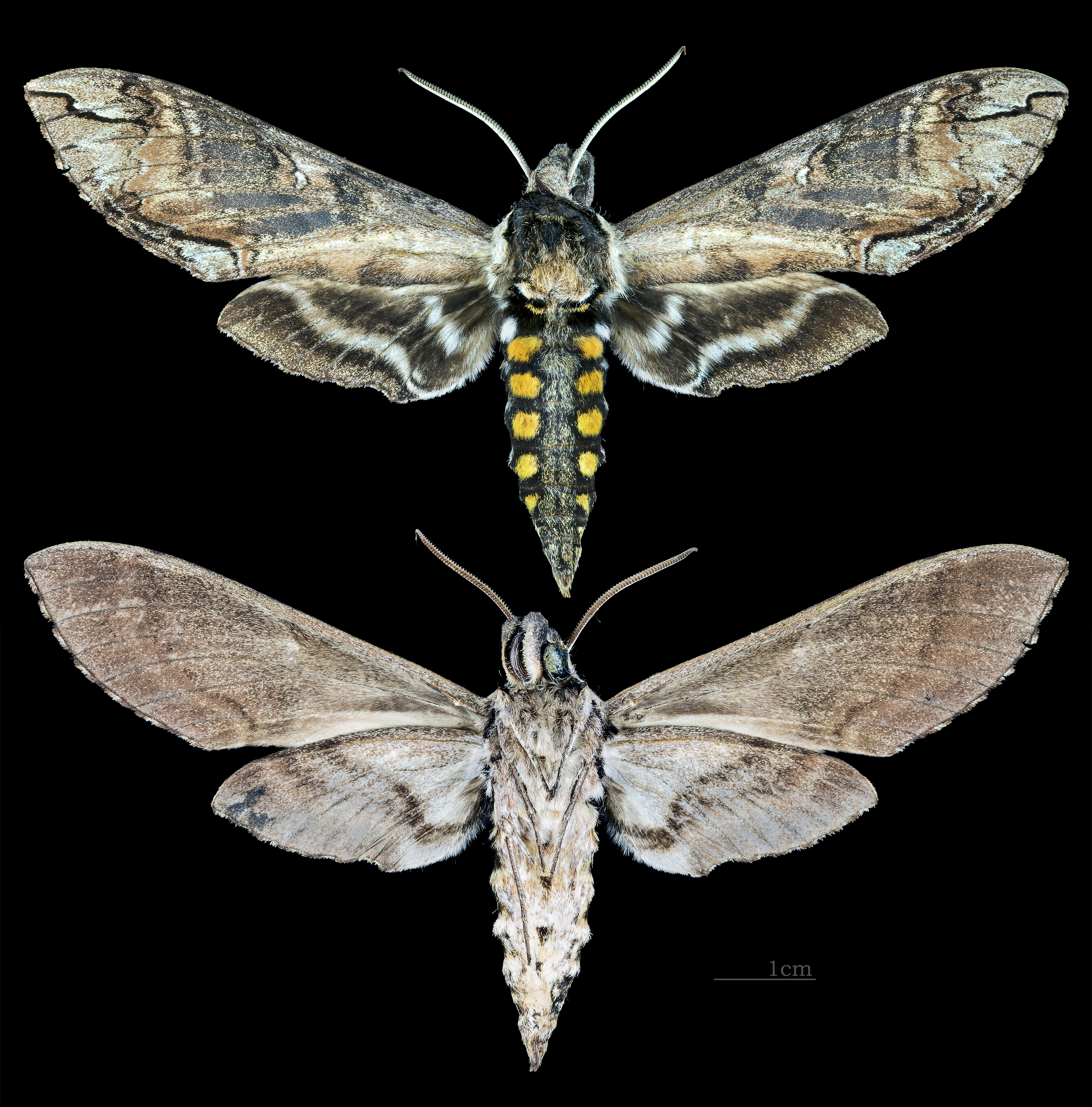
Manduca tucumana
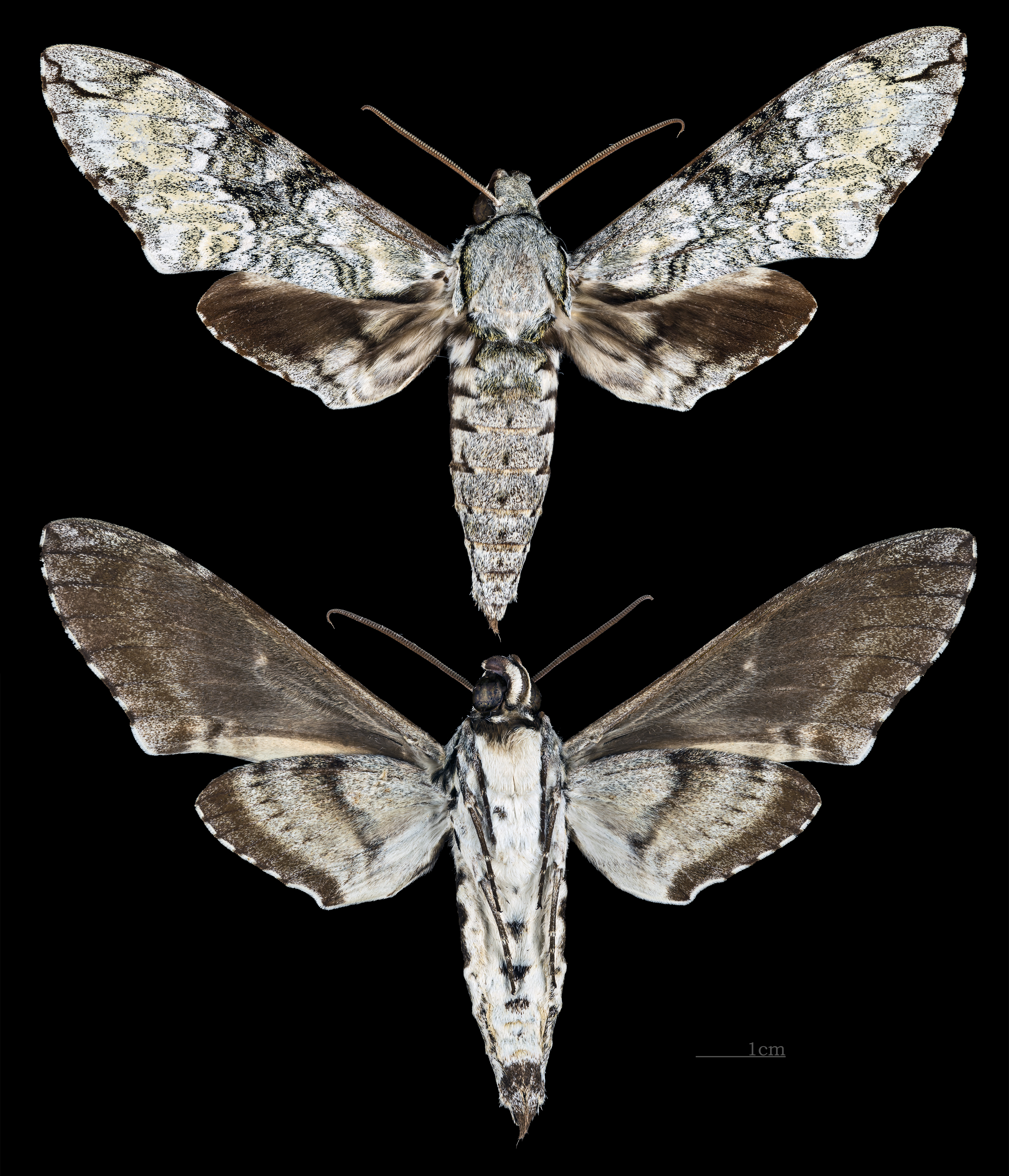
Manduca vestalis
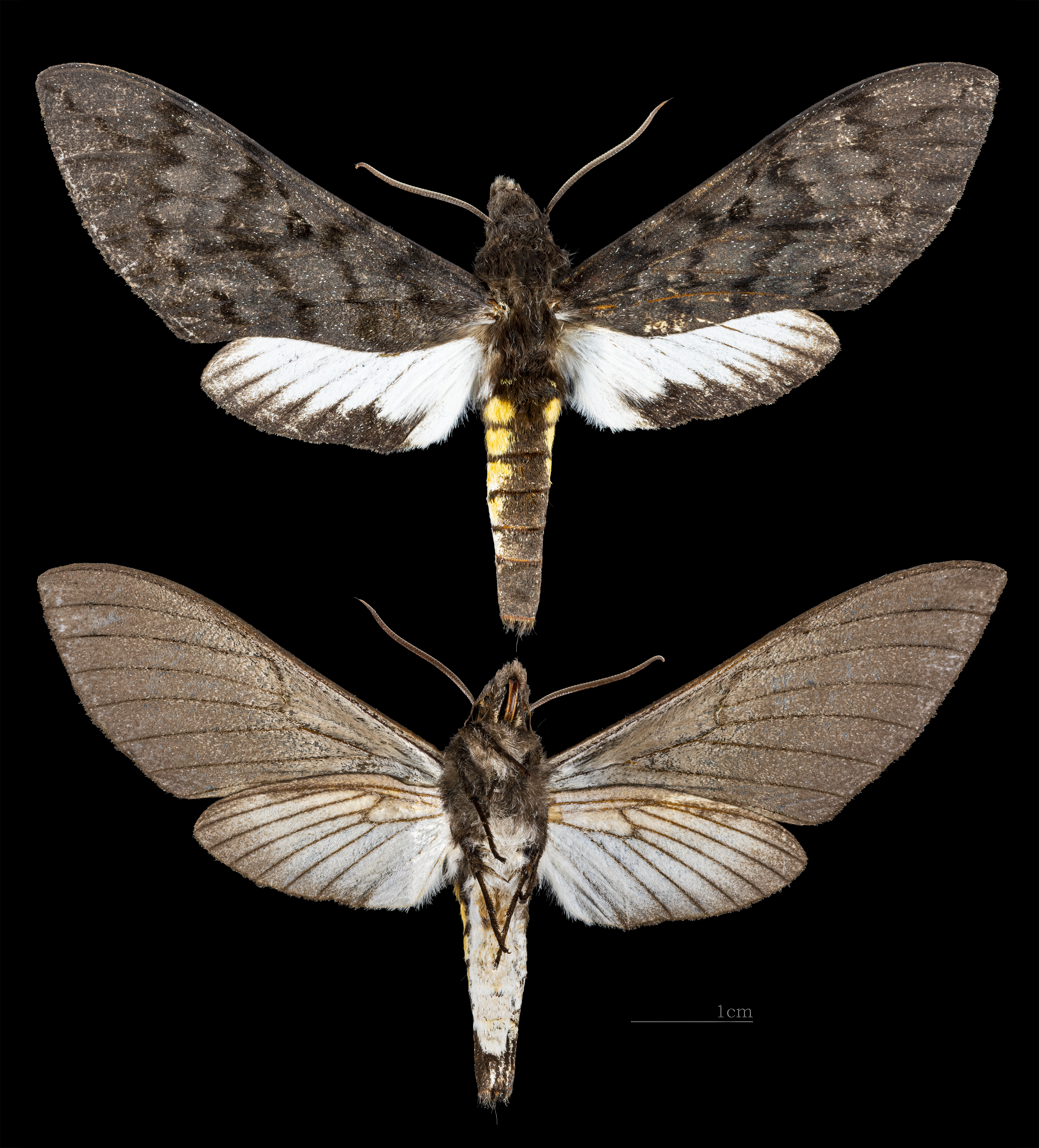
Manduca violaalba
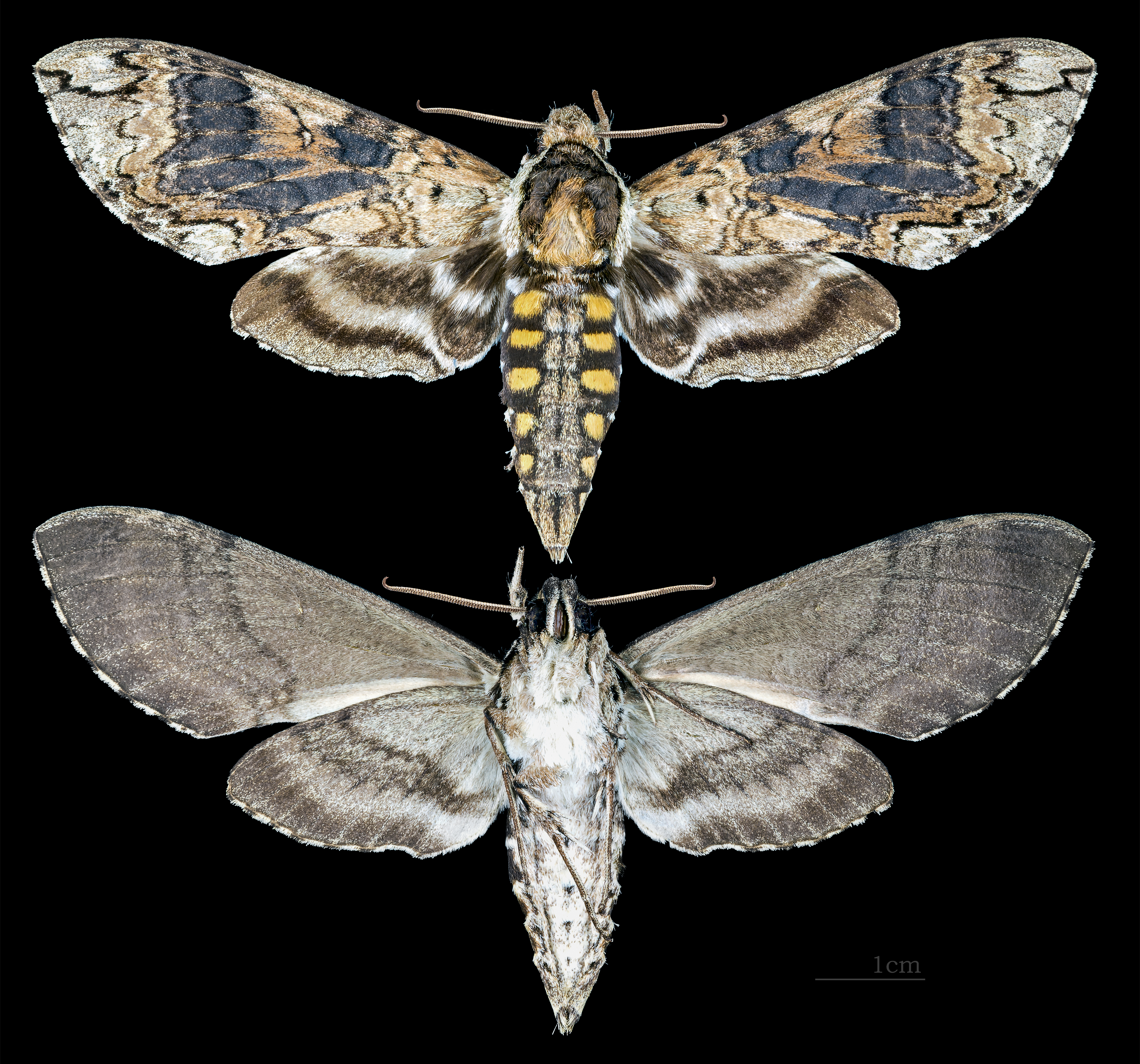
Manduca wellingi